# Biserica de lemn din Sărmășel-Gară

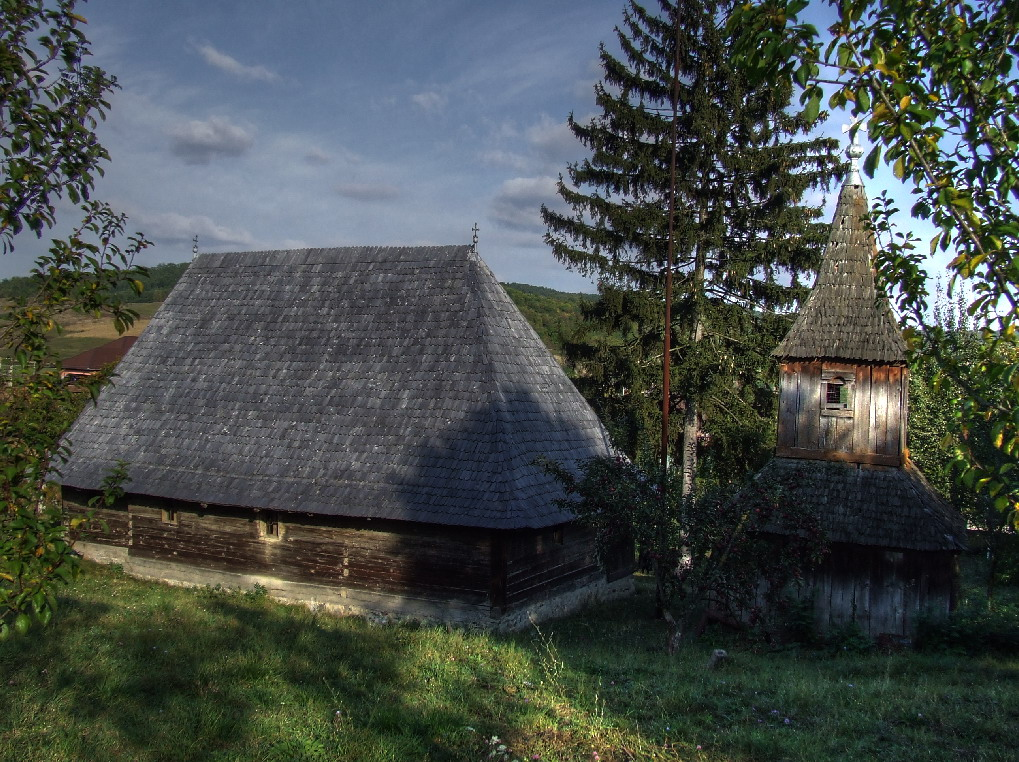
Biserica de lemn din Sărmăşel, vedere din nord-vest, sept. 2008

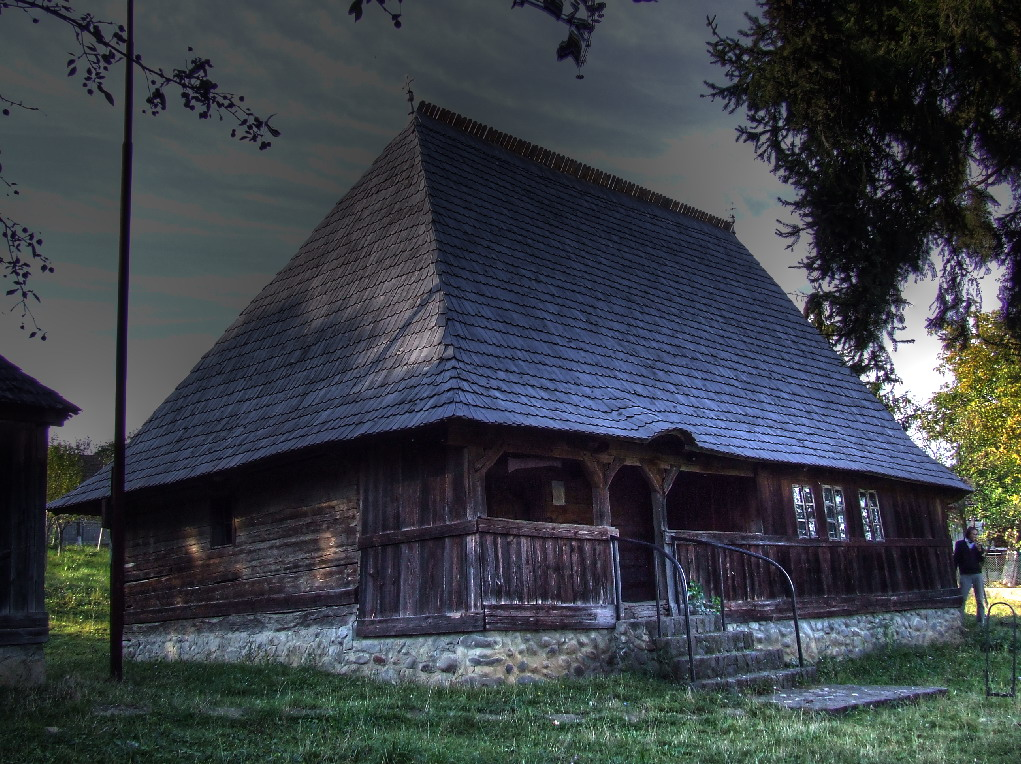
Biserica de lemn din Sărmăşel, vedere din sud, sept. 2008

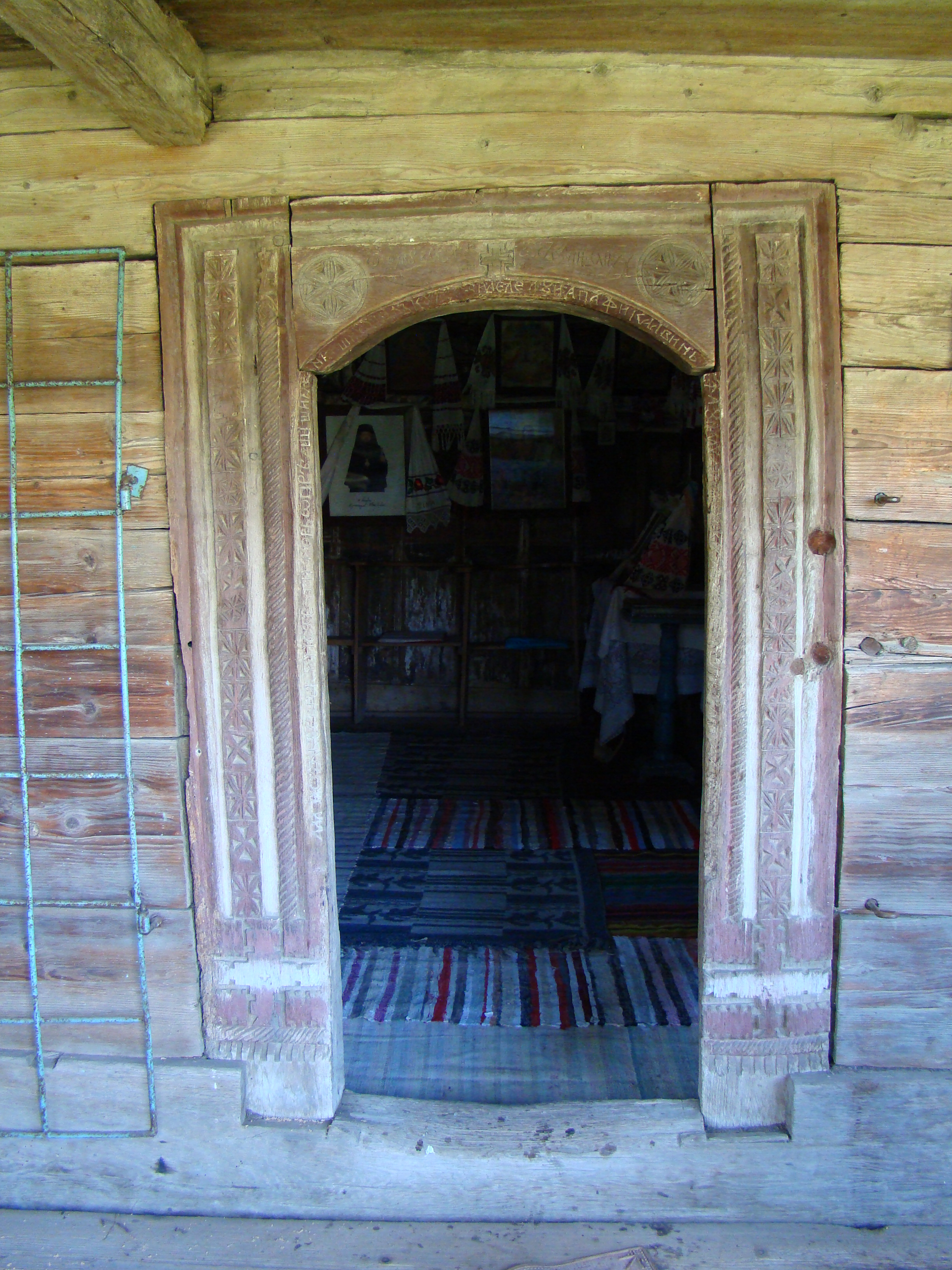
Portalul exterior

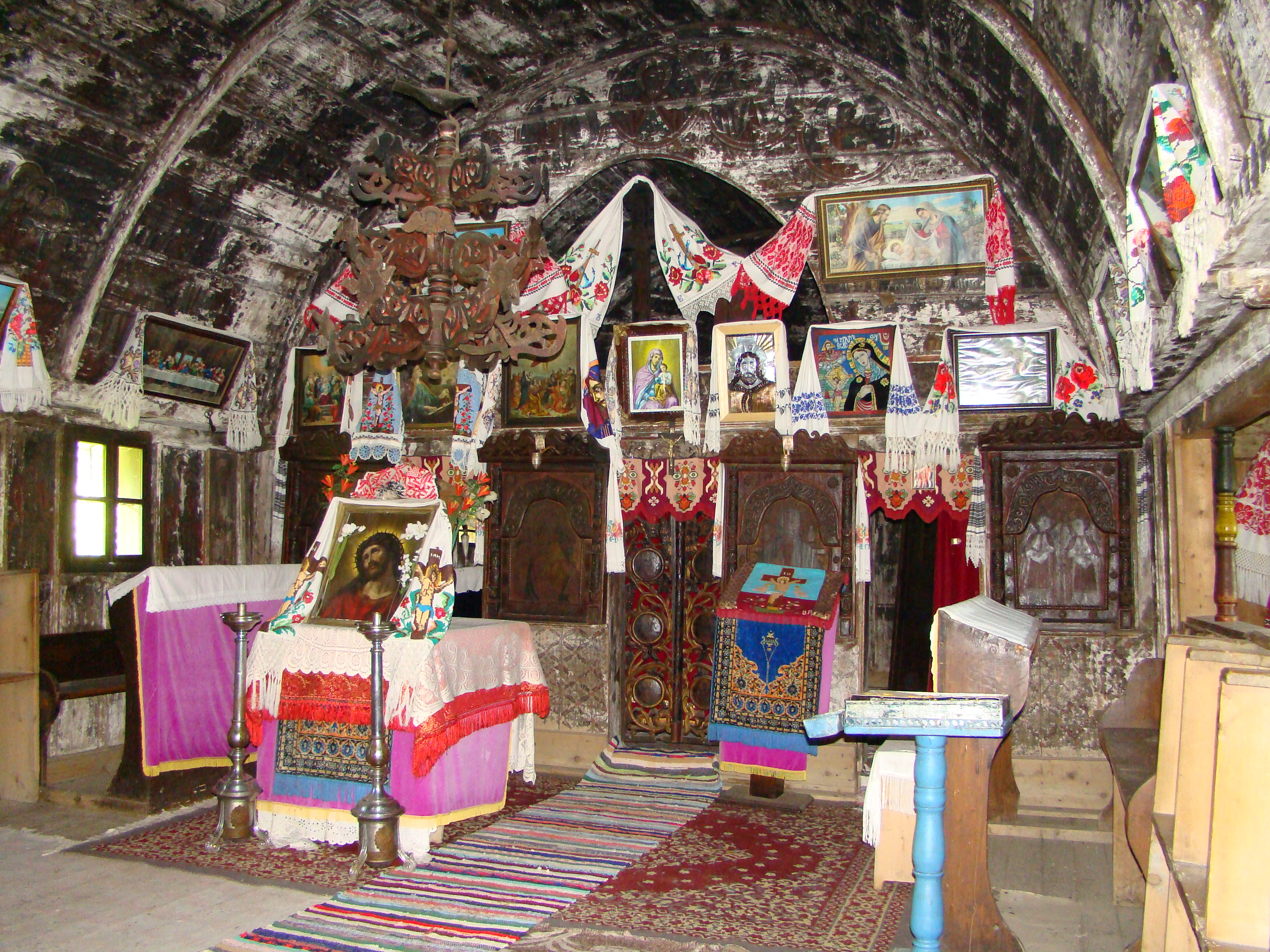
Nava spre iconostas

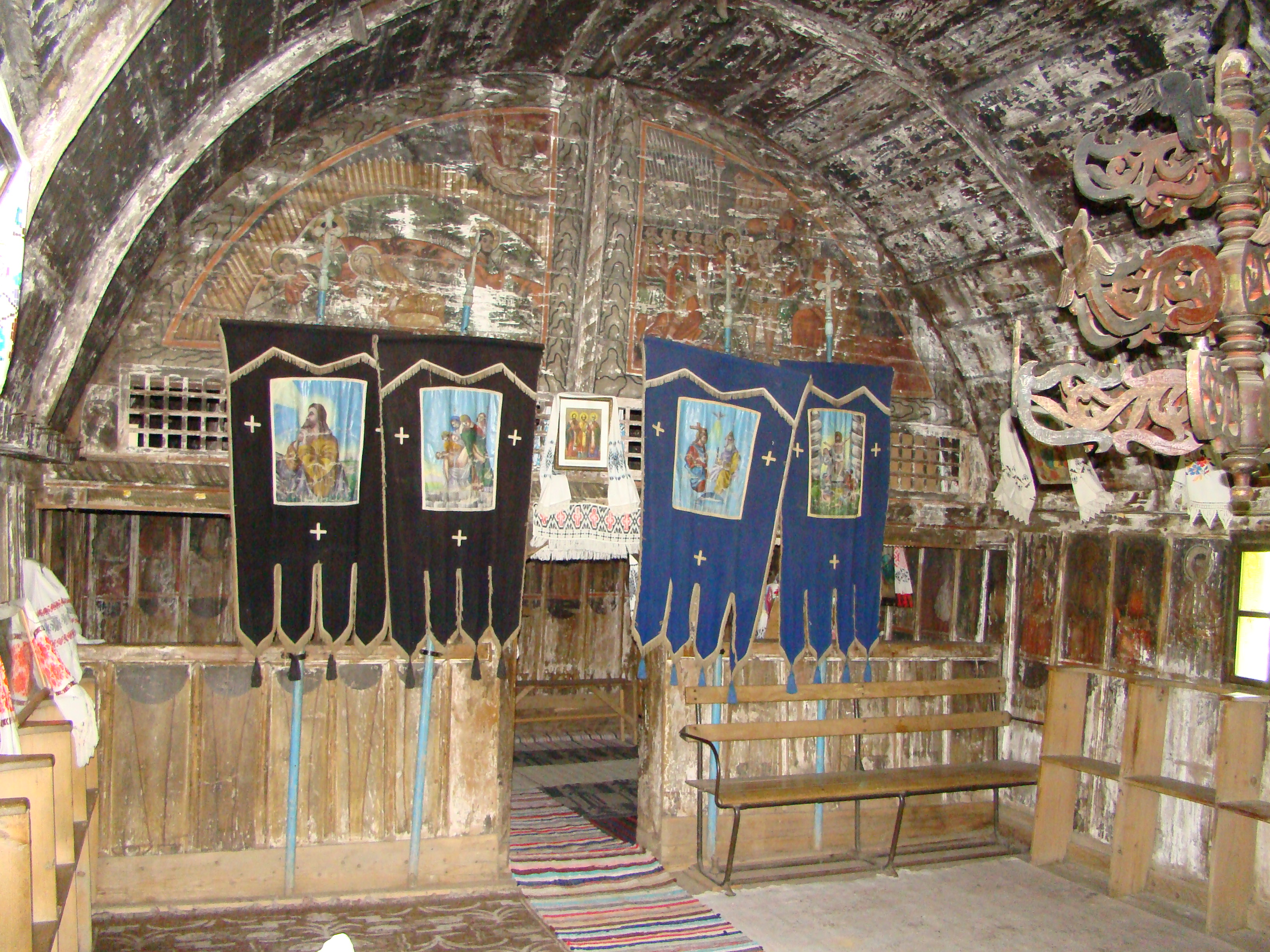
Nava spre ieşire

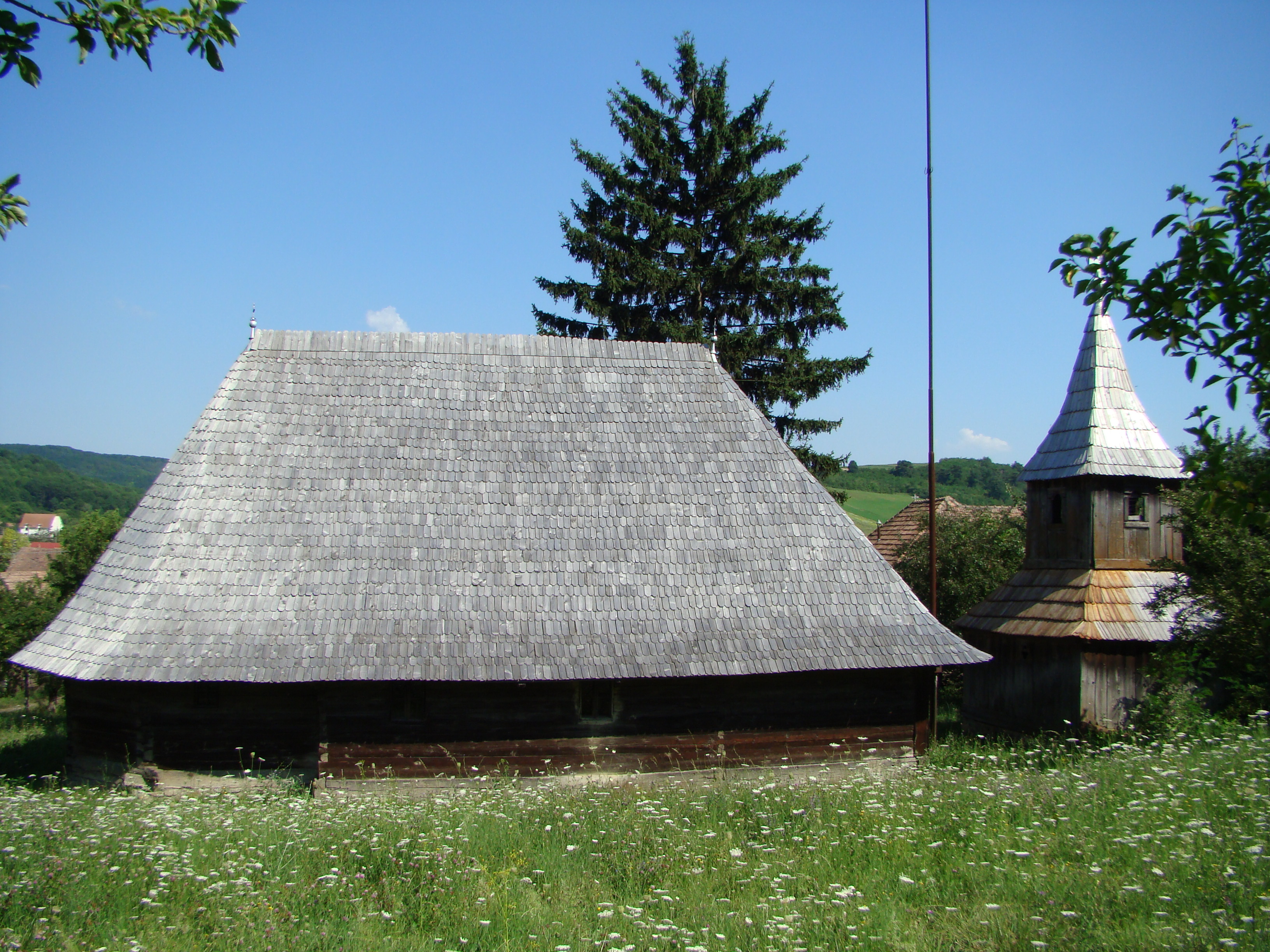
Biserica de lemn Sf.Arhangheli din Sărmăşel-Gară, oraşul Sărmaşu, județul Mureș, foto: iulie 2009.

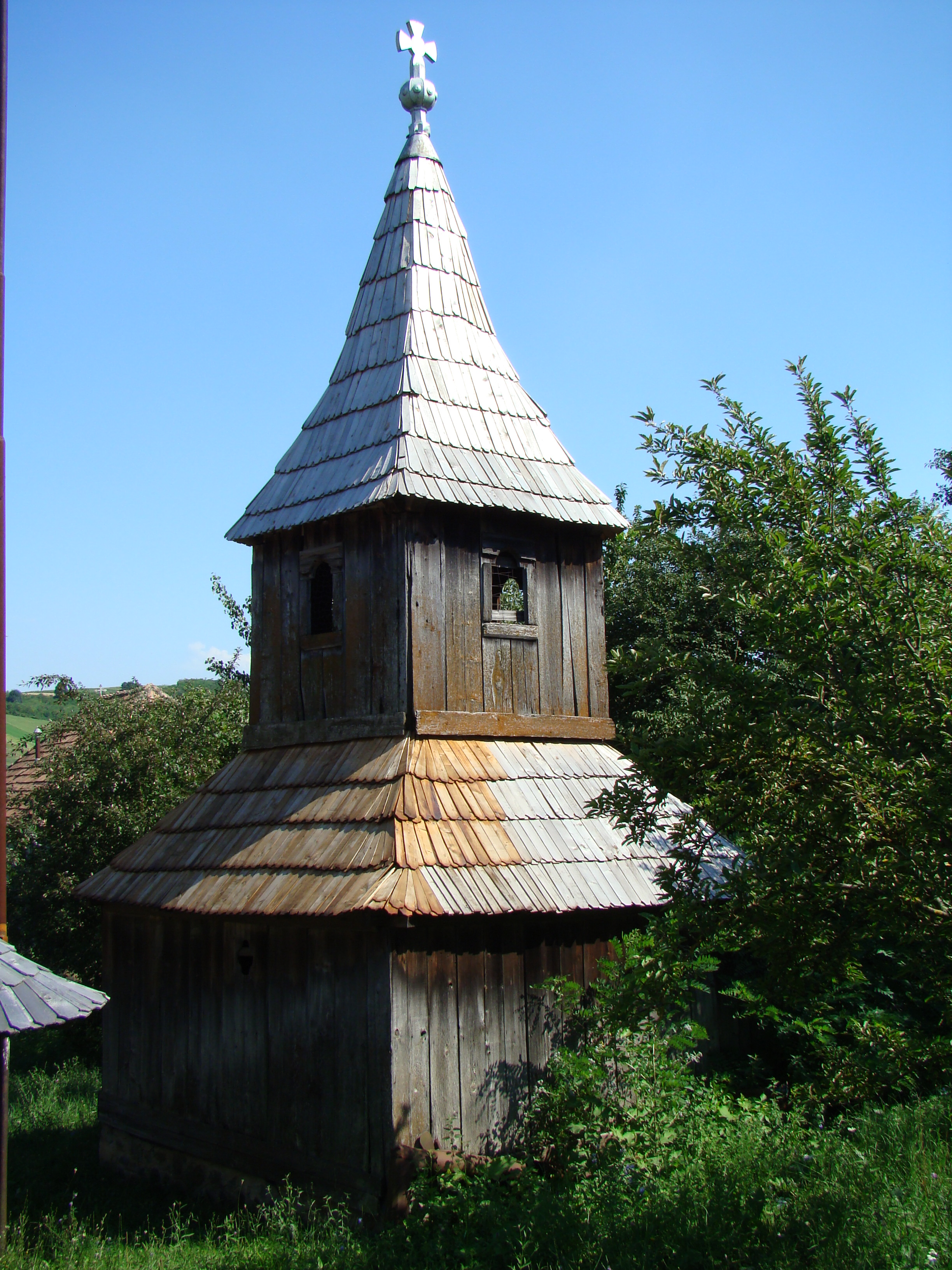
Clopotniţa de lemn

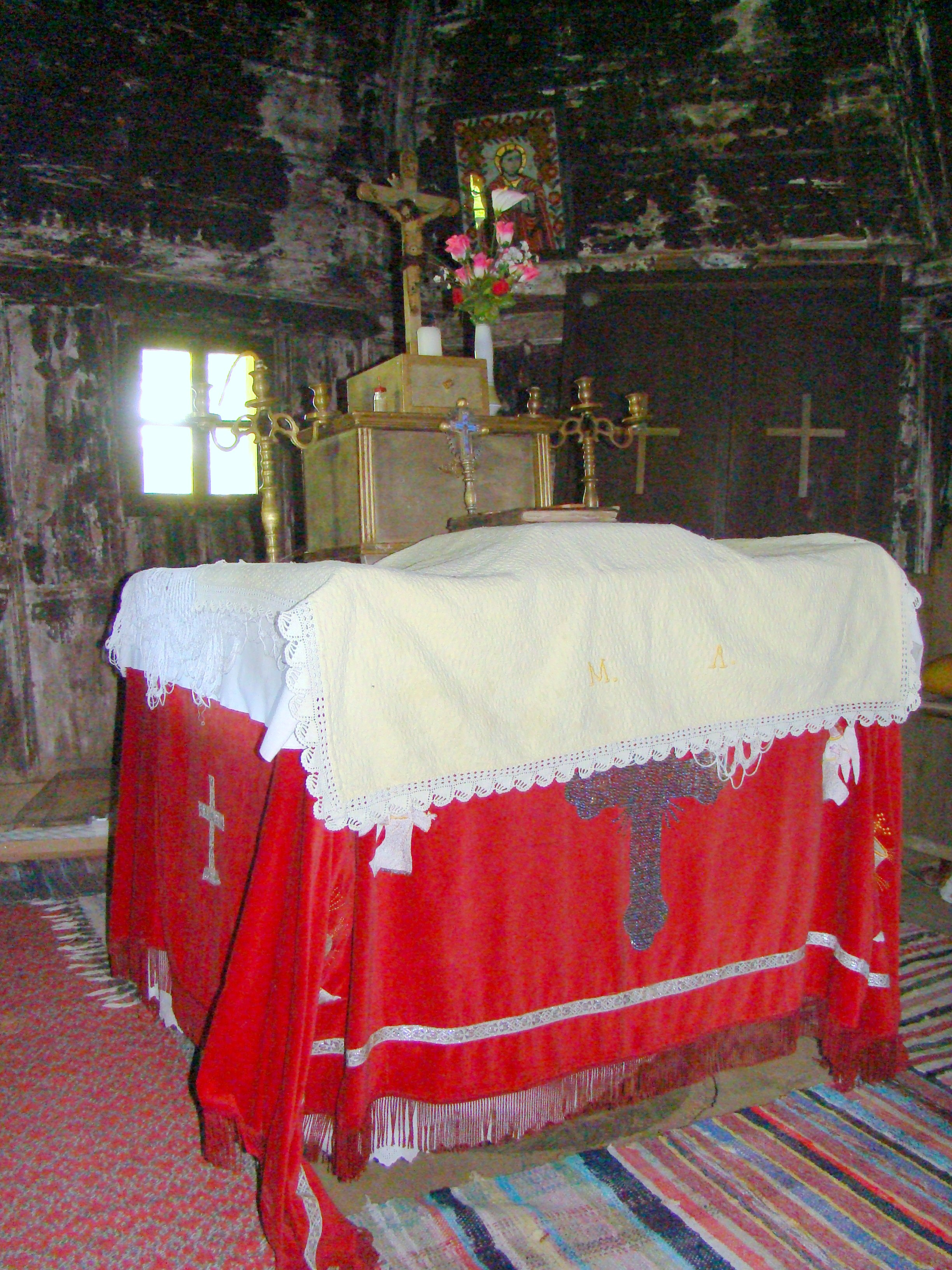
Sfânta Masă

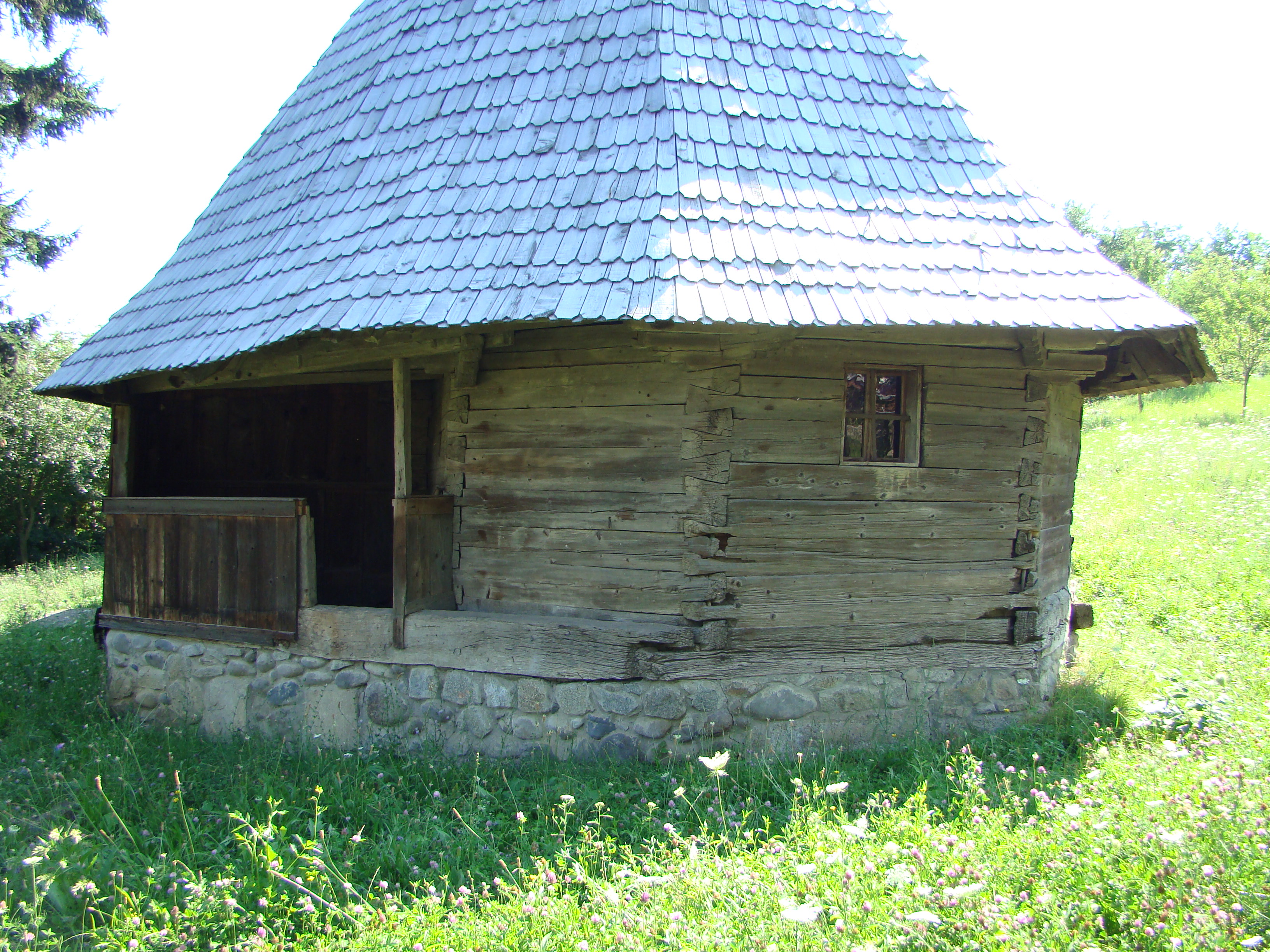
Pridvorul şi absida altarului

Biserica de lemn din Sărmășel-Gară, orașul Sărmașu, județul Mureș, datează din anul 1692. Are hramul „Sfinții Arhangheli Mihail și Gavriil”. Biserica se află pe noua listă a monumentelor istorice sub codul LMI:  MS-II-a-A-15785.

## Istoric și trăsături
Biserica din Sărmășel-Gară, vechi lăcaș de cult greco-catolic, cu hramul „Sfinții Arhangheli Mihail și Gavril” (astăzi ortodox) a fost reconstruită aici la începutul anilor 1930, fiind adusă de fapt din satul mureșean Dâmbu. Lăcașul ar fi fost ridicat, inițial, în anul 1692 (terminat pe 19 aprilie). Inscripția de pe ușa de intrare a bisericii dovedește că ea a fost ctitorită de Oprea și Șimon, în timpul principelui ardelean Apafi Calvinu. Nu se cunoaște arhiereul care a sfințit-o atunci, însă a fost resfințită ulterior de un arhiereu unit de la Blaj, după relocarea ei in Sărmășel. Biserica este executată în întregime din lemn, în stilul arhitecturii vernaculare locale, fiind de tipul unei casei țărănești, fără turn. De-a lungul timpului acoperișul din șindrilă a fost refăcut de mai multe ori. Ultimele intervenții cunoscute au avut loc în 1924, 1952 și 1982, când biserica a fost ridicată cca 30 cm, s-a clădit sub ea piatră de râu și s-au zidit scările. Ultima intervenție la acoperiș a fost făcută în 2007. Inițial biserica a fost construită în satul Dâmbu și mutată aici în 1936. Conform inscripțiilor din dosul ușii împărătești, biserica a fost pictată de către Popovici Teodor în 1787. În biserică se păstrează câteva obiecte cu valoare artistică și istorică: 4 icoane pe lemn cu chenar sculptat și o icoană pe sticlă. Ușile împărătești sunt sculptate și pictate cu diferite scene biblice. Deasupra catapetesmei se găsește o cruce mare de lemn pictat având în stânga și în dreapta pe Sfânta Fecioară Maria și Maria Magdalena. Există două candelabre din lemn pictate. Clopotnița este așezată alături de biserică, construită în întregime din lemn și are două clopote mici și vechi.

## Imagini din exterior

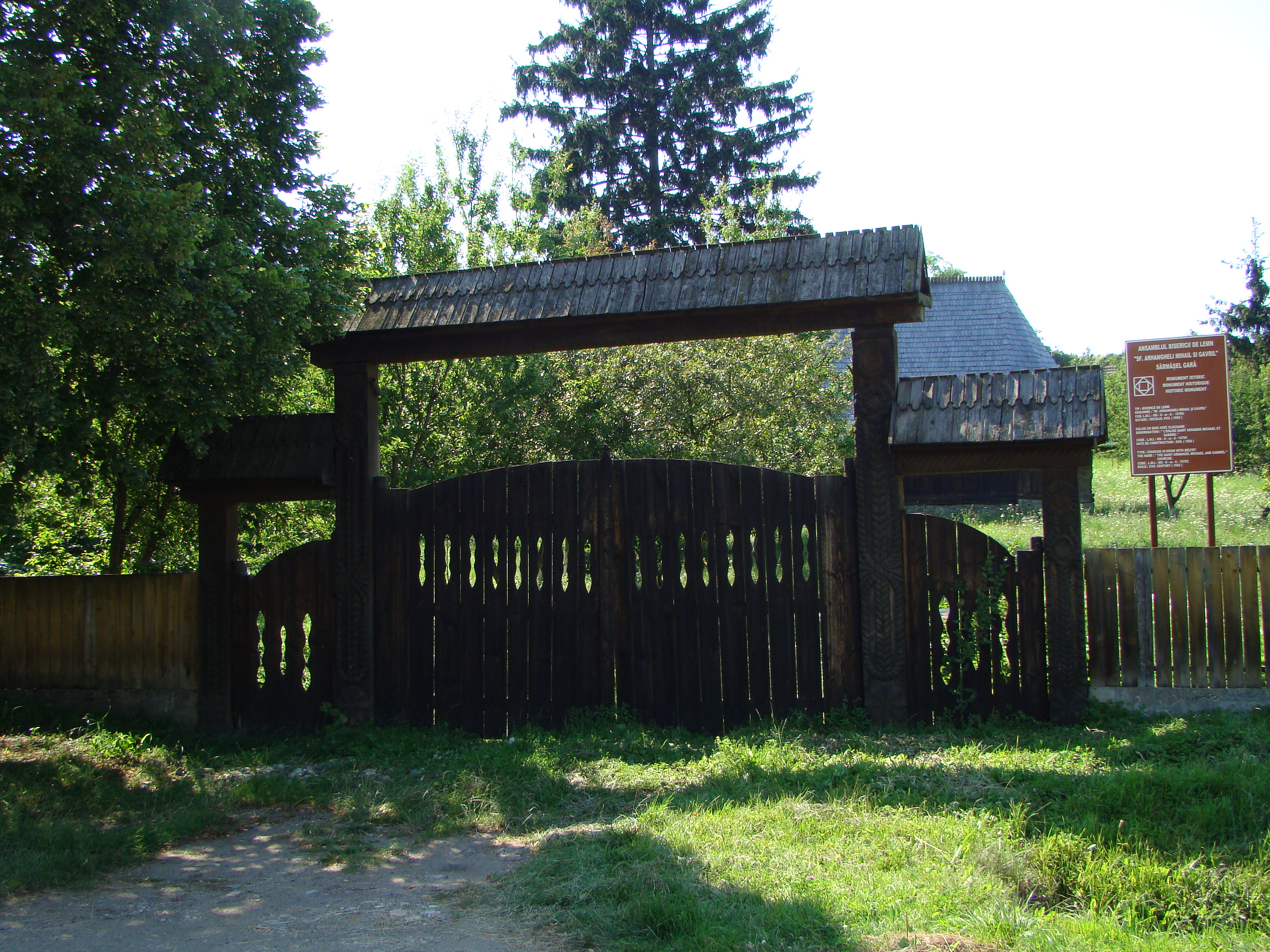
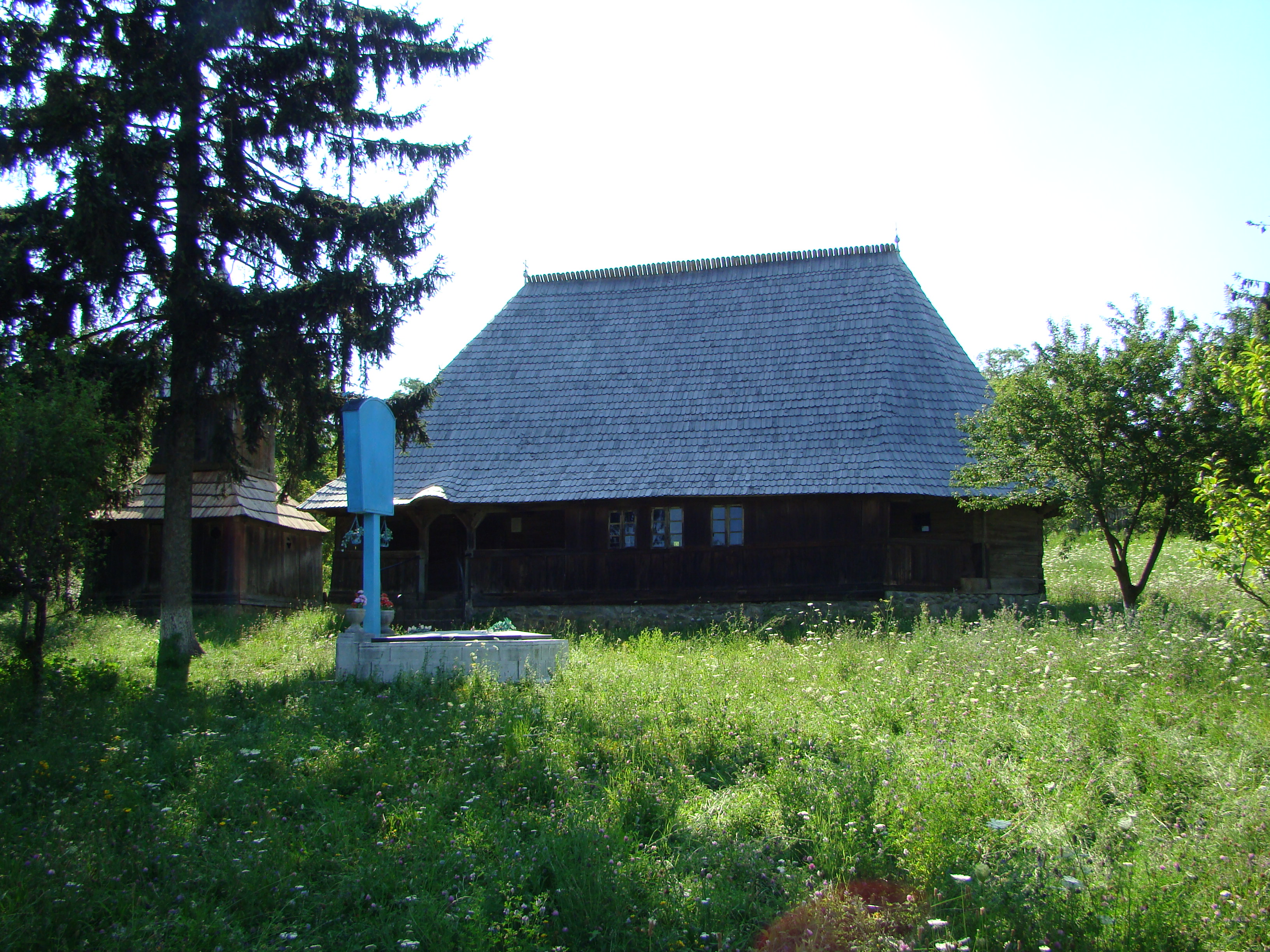
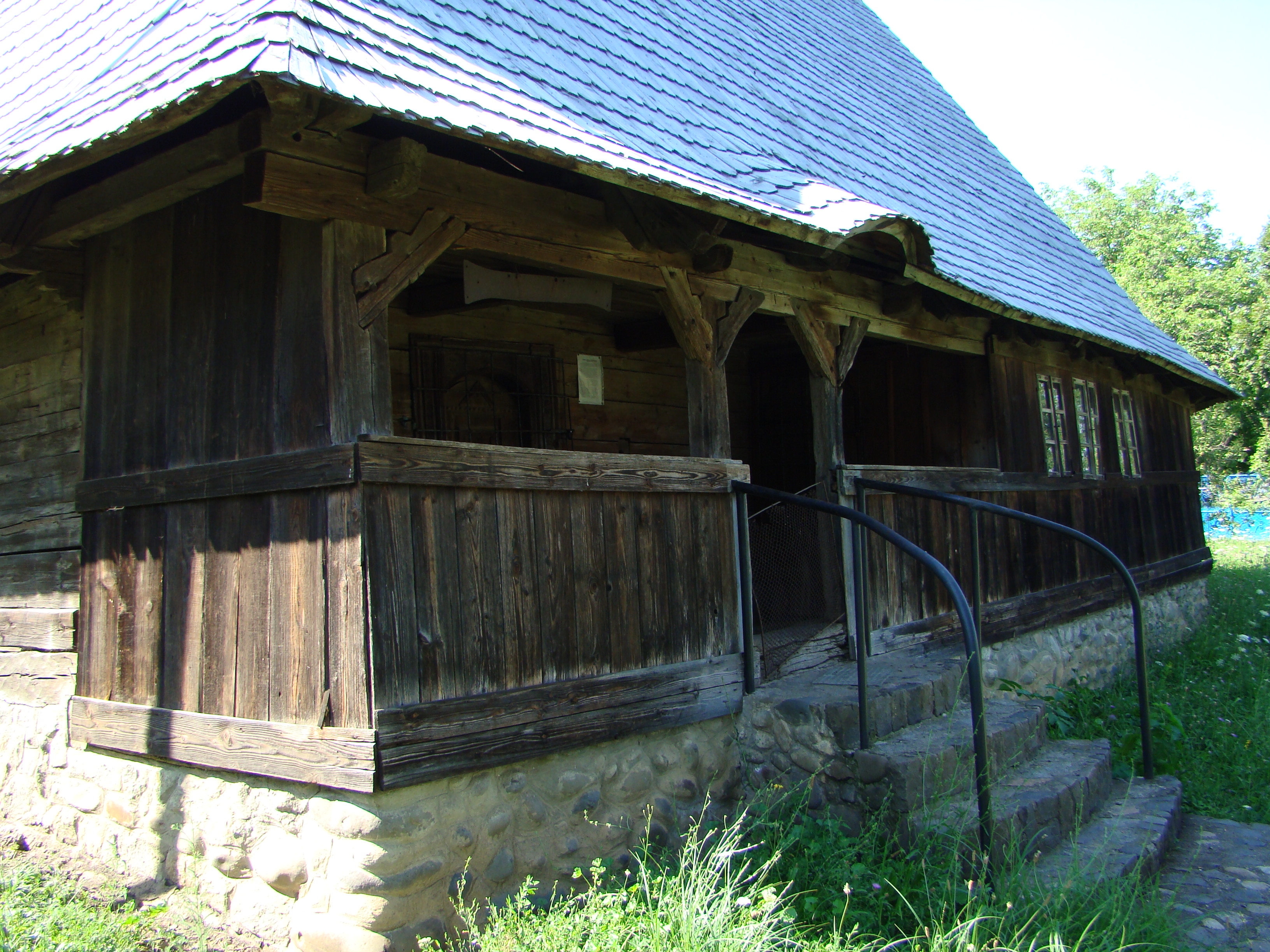
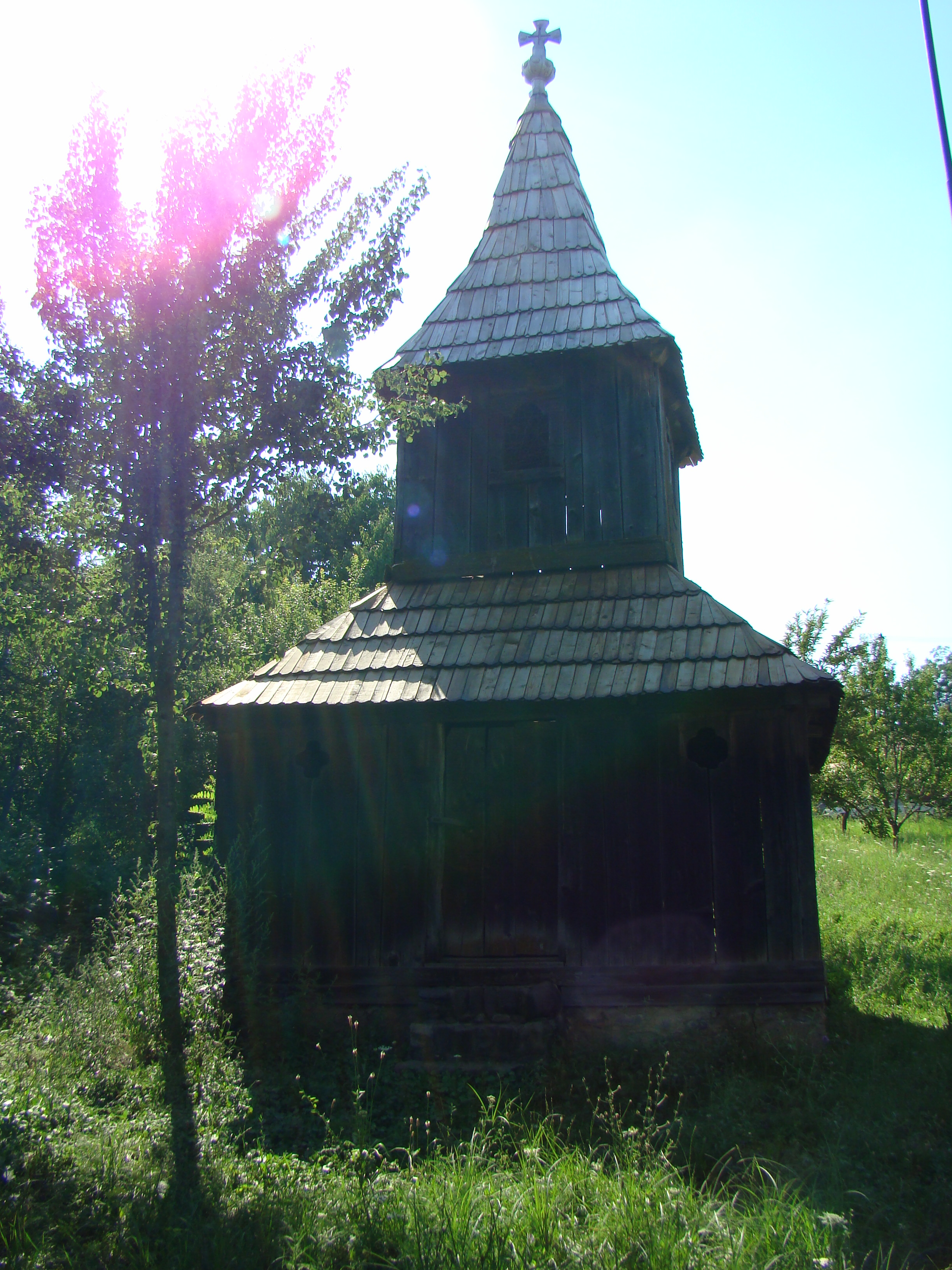
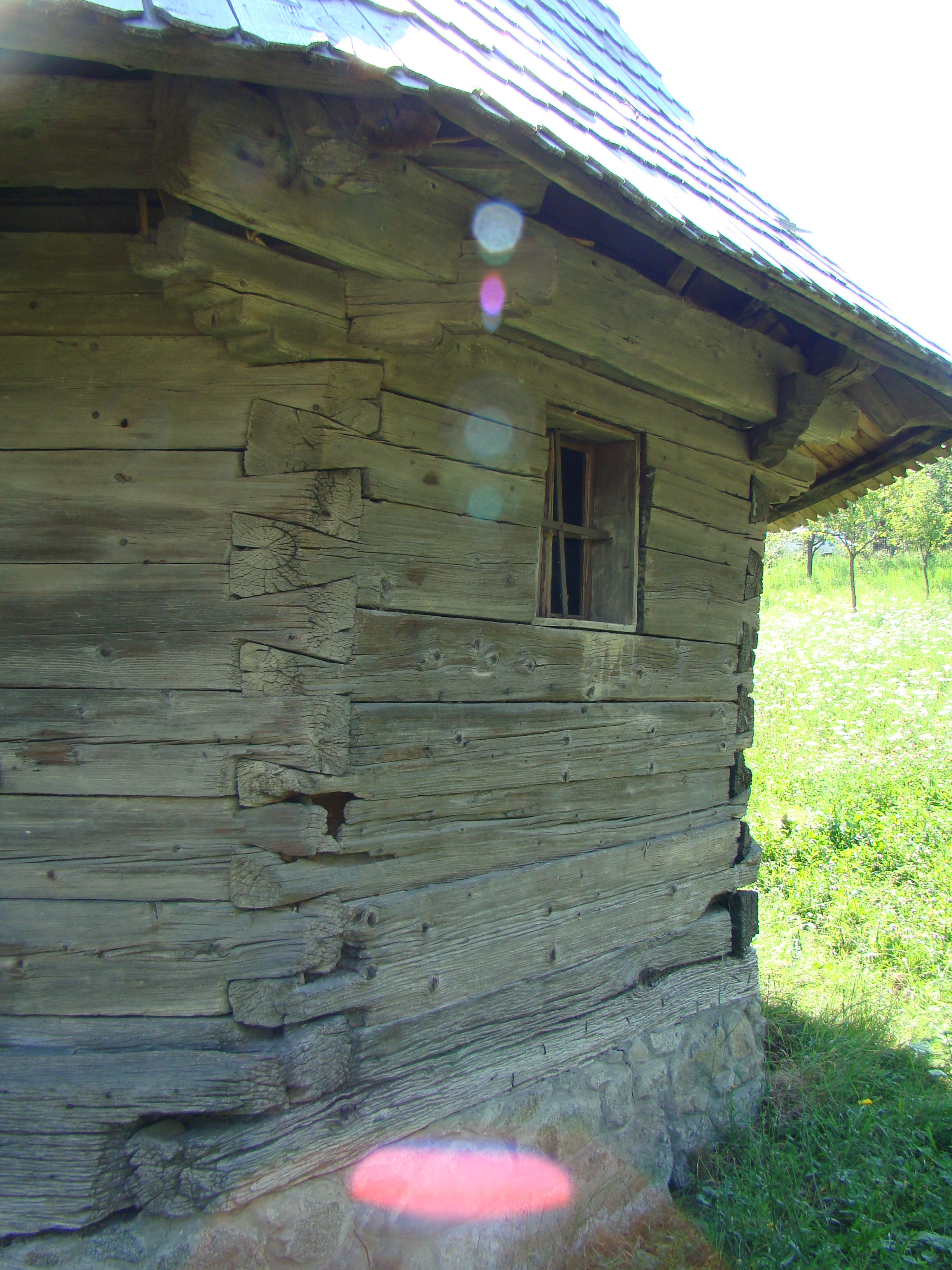
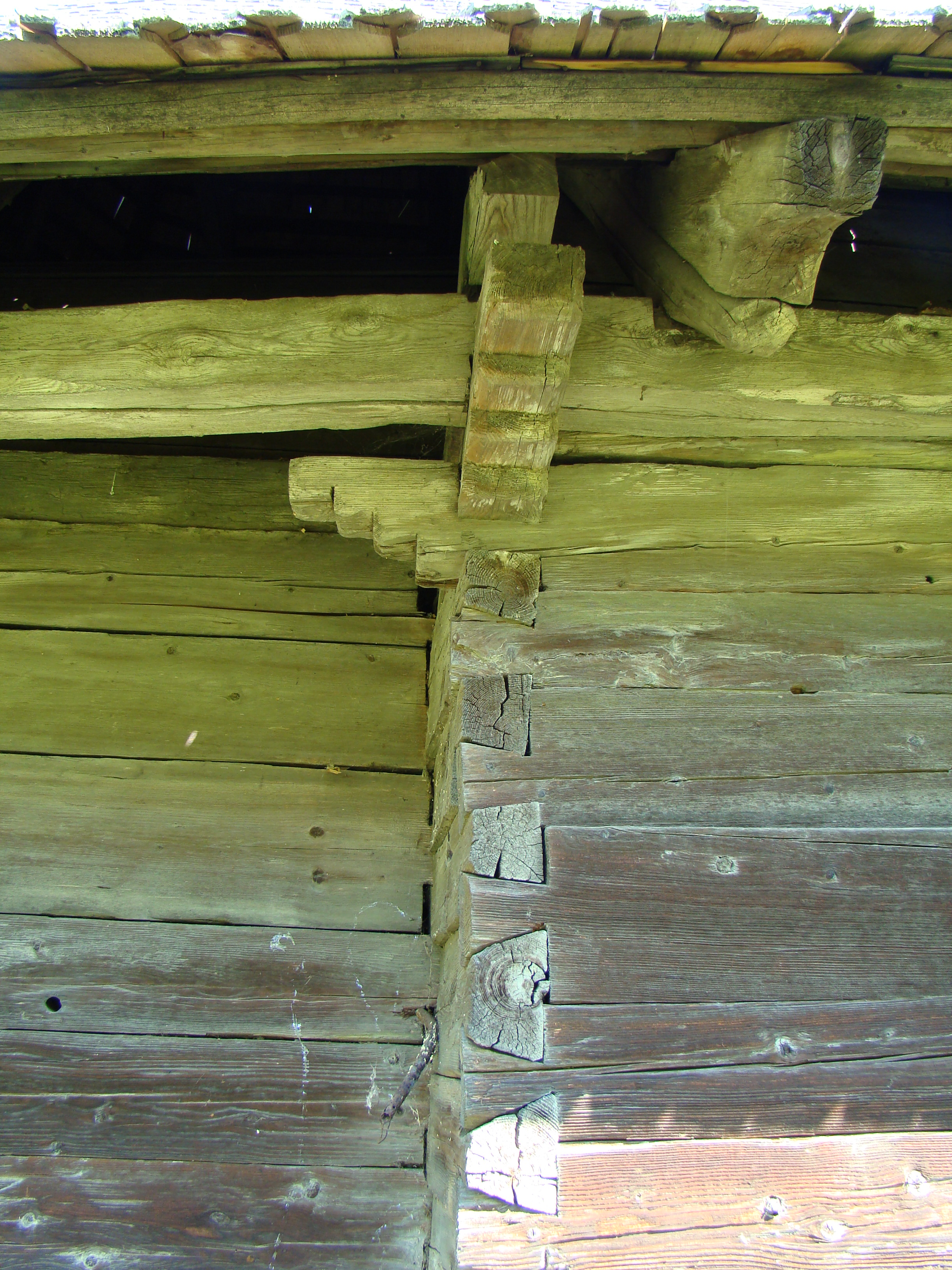
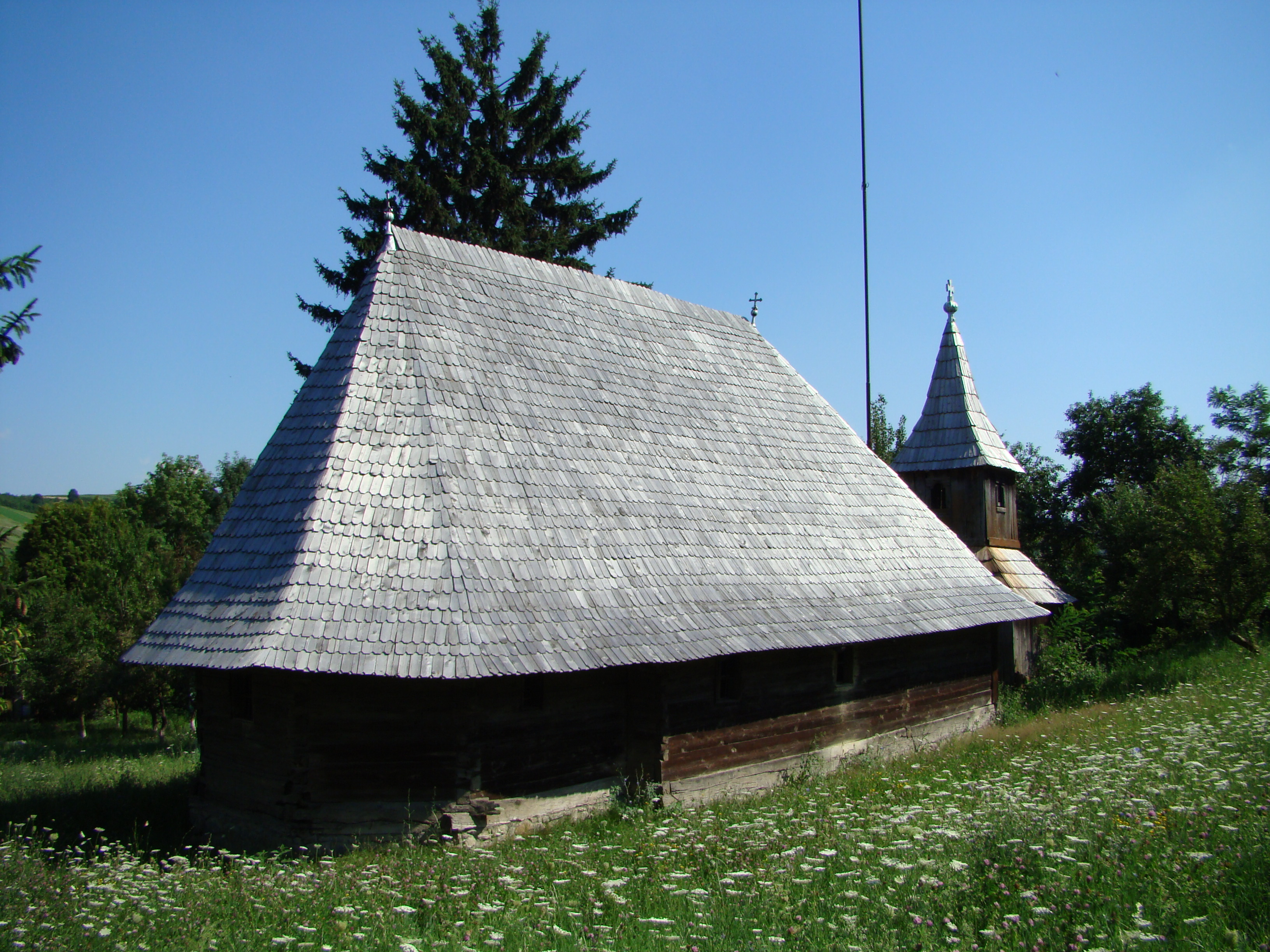
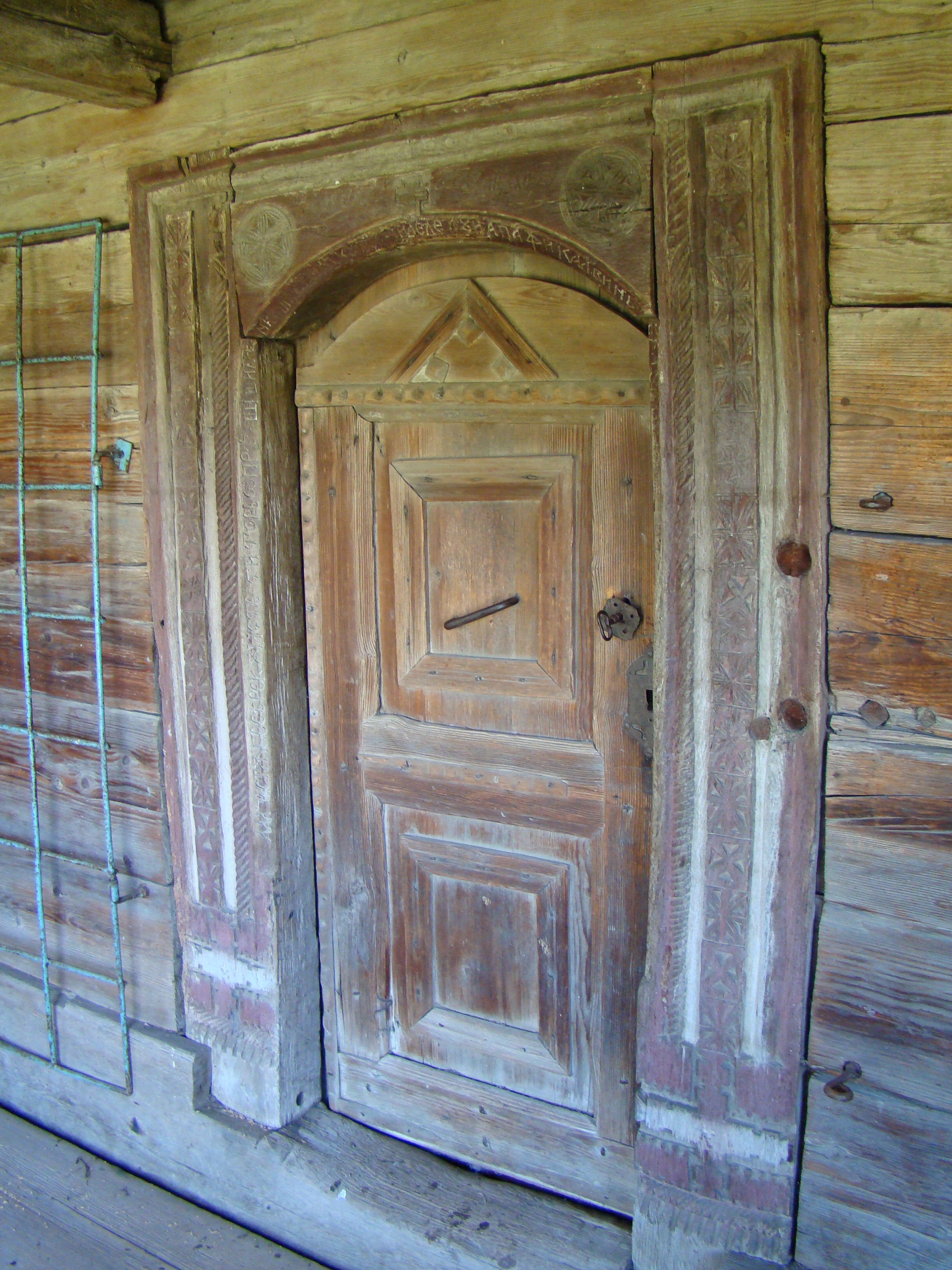
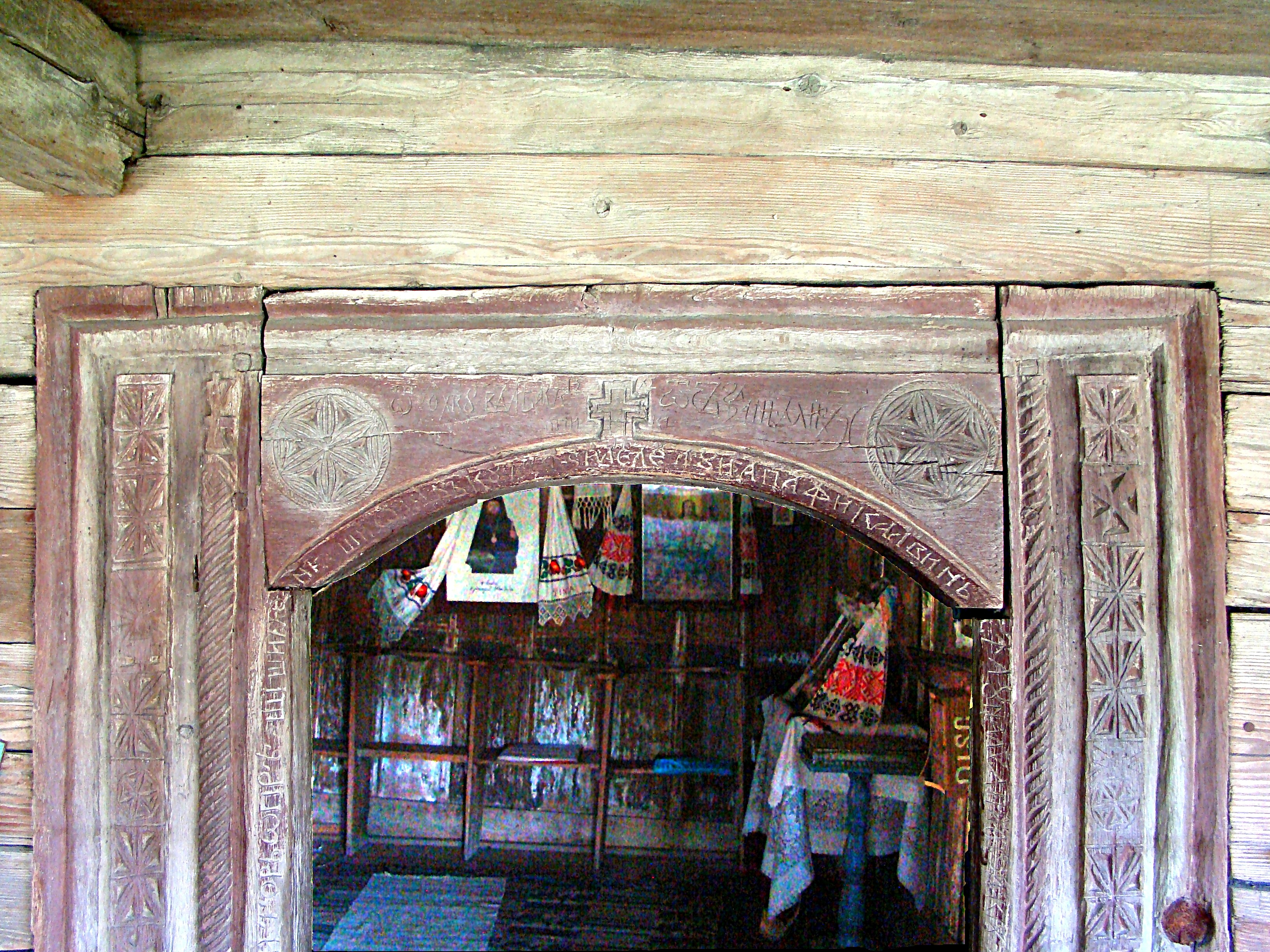

## Imagini din interior

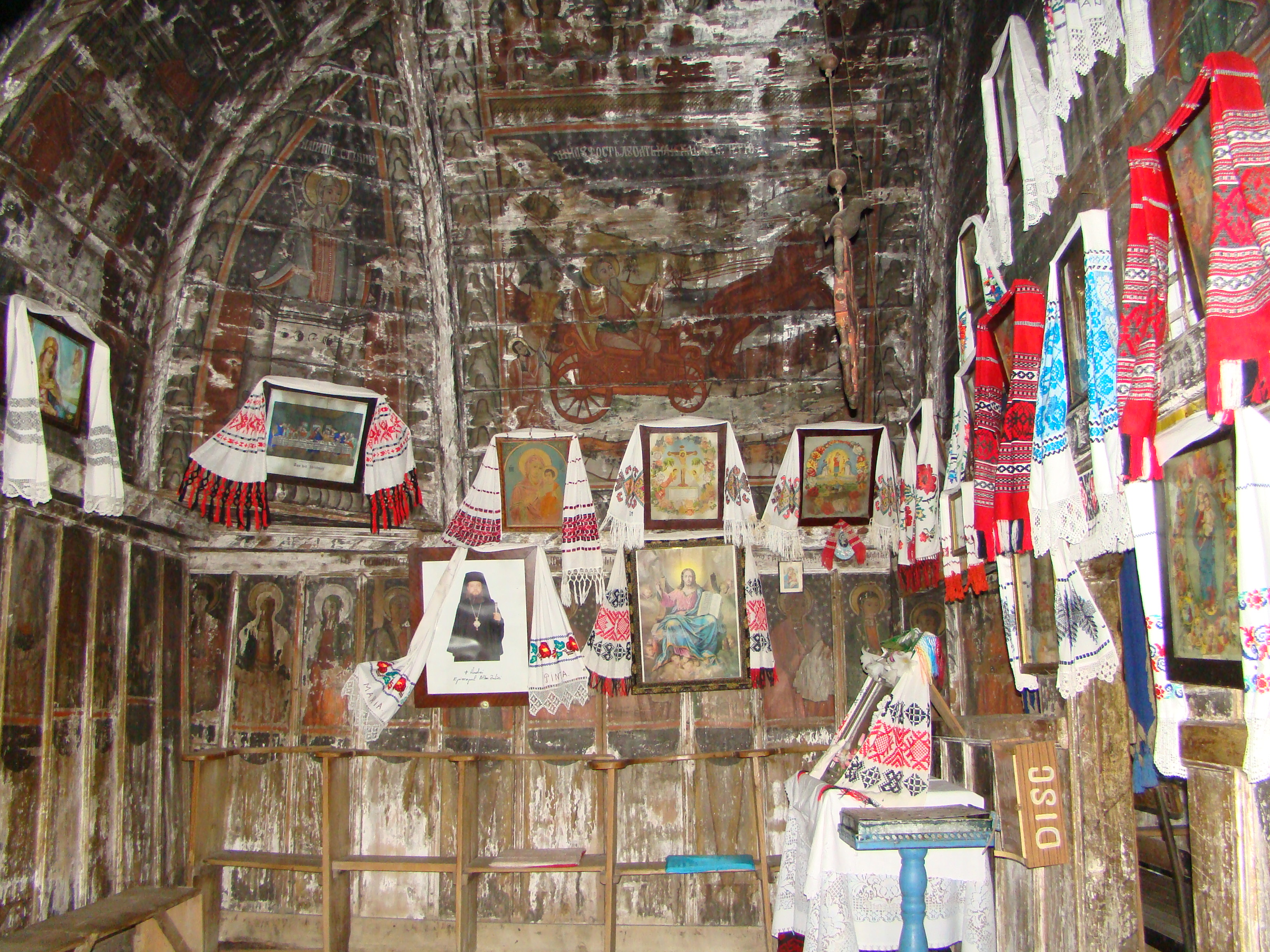
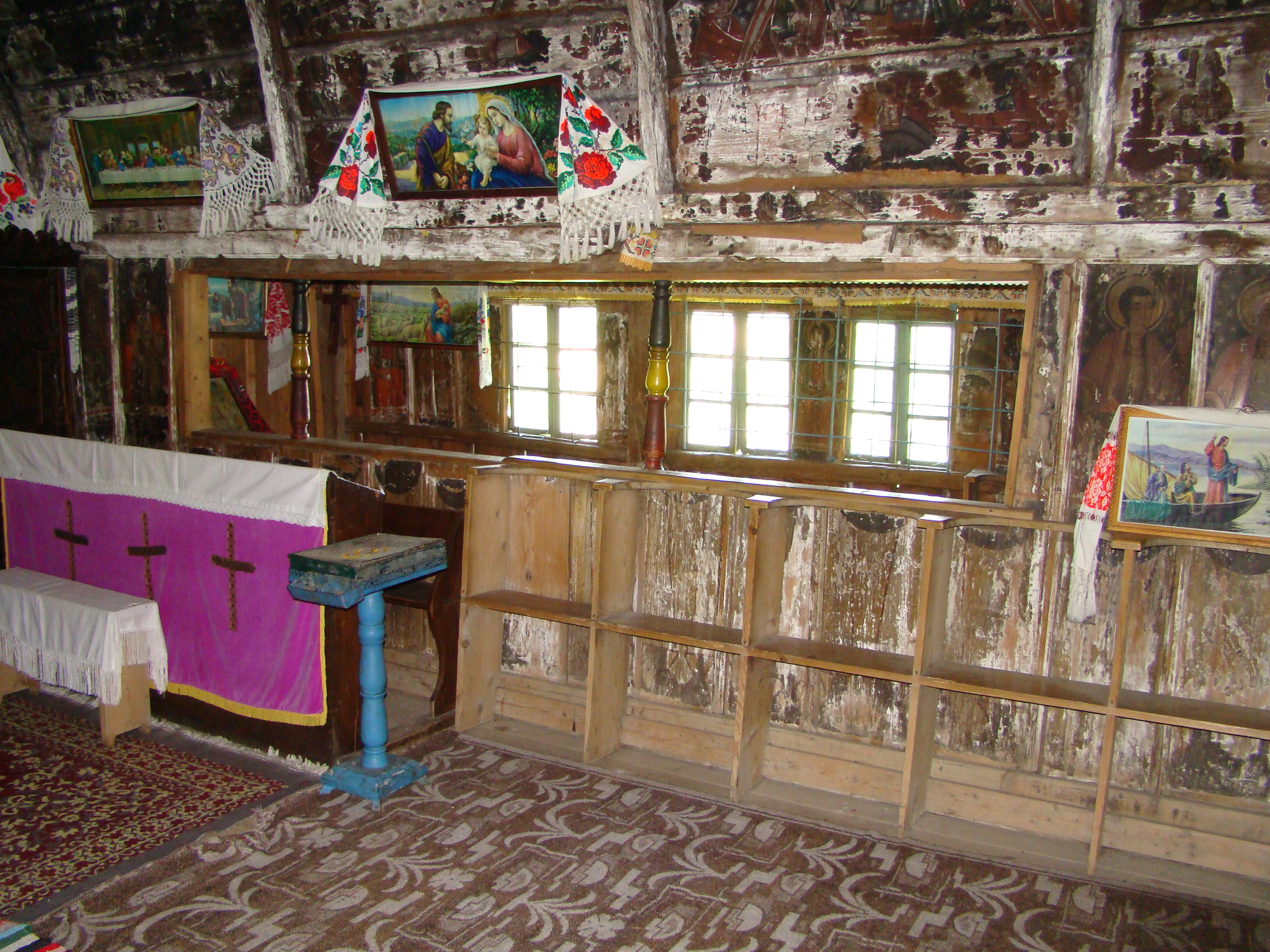
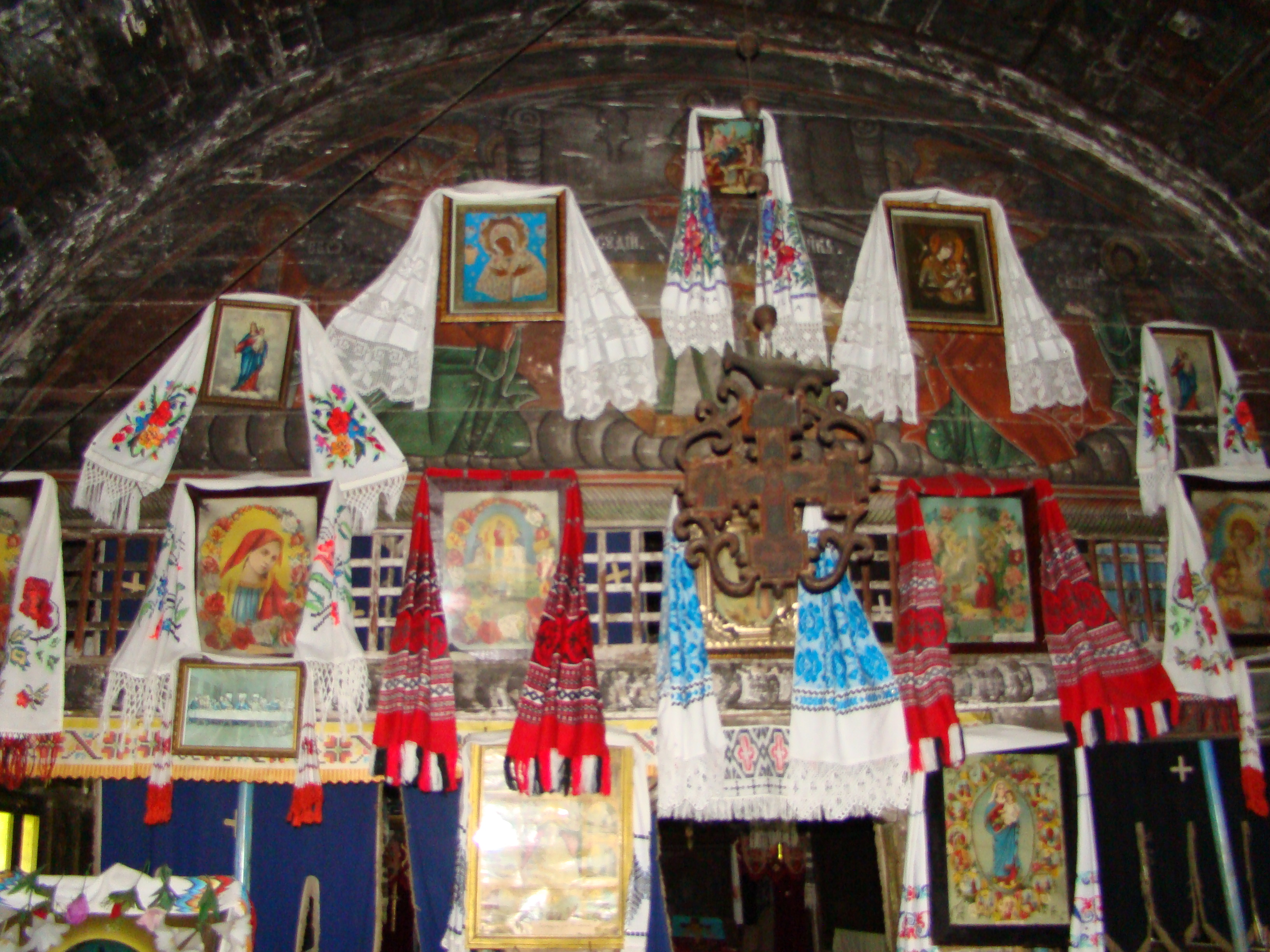
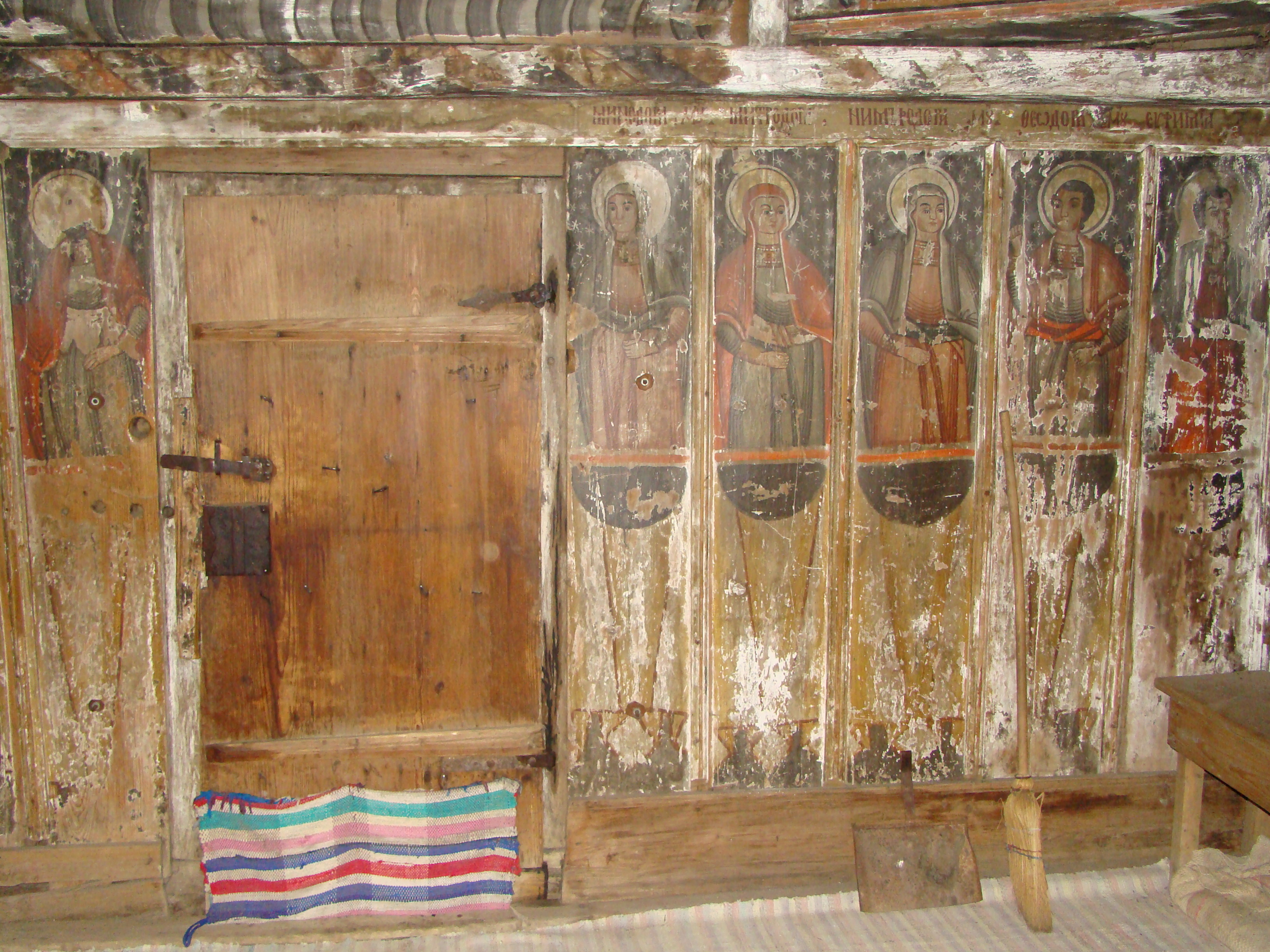
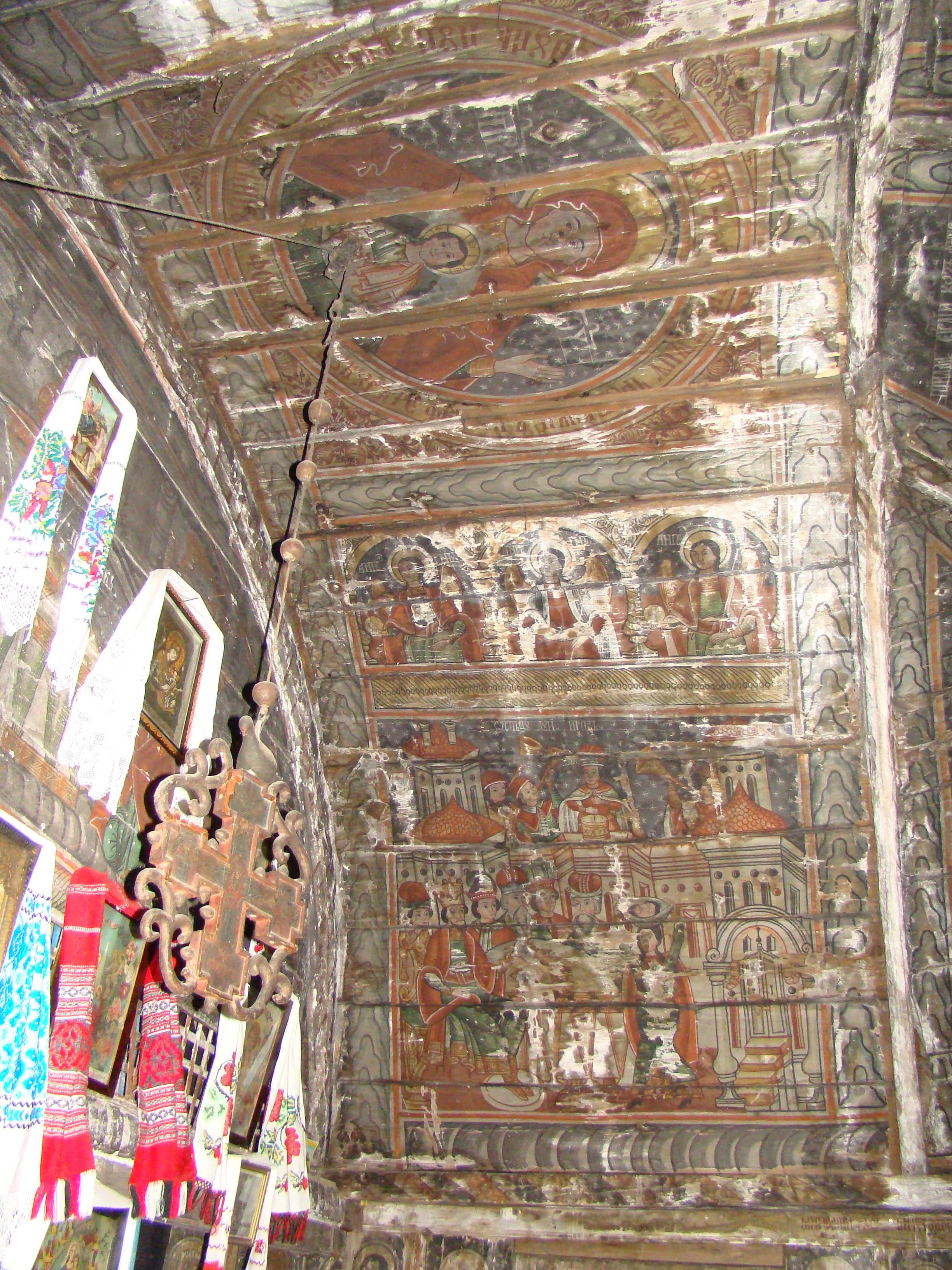
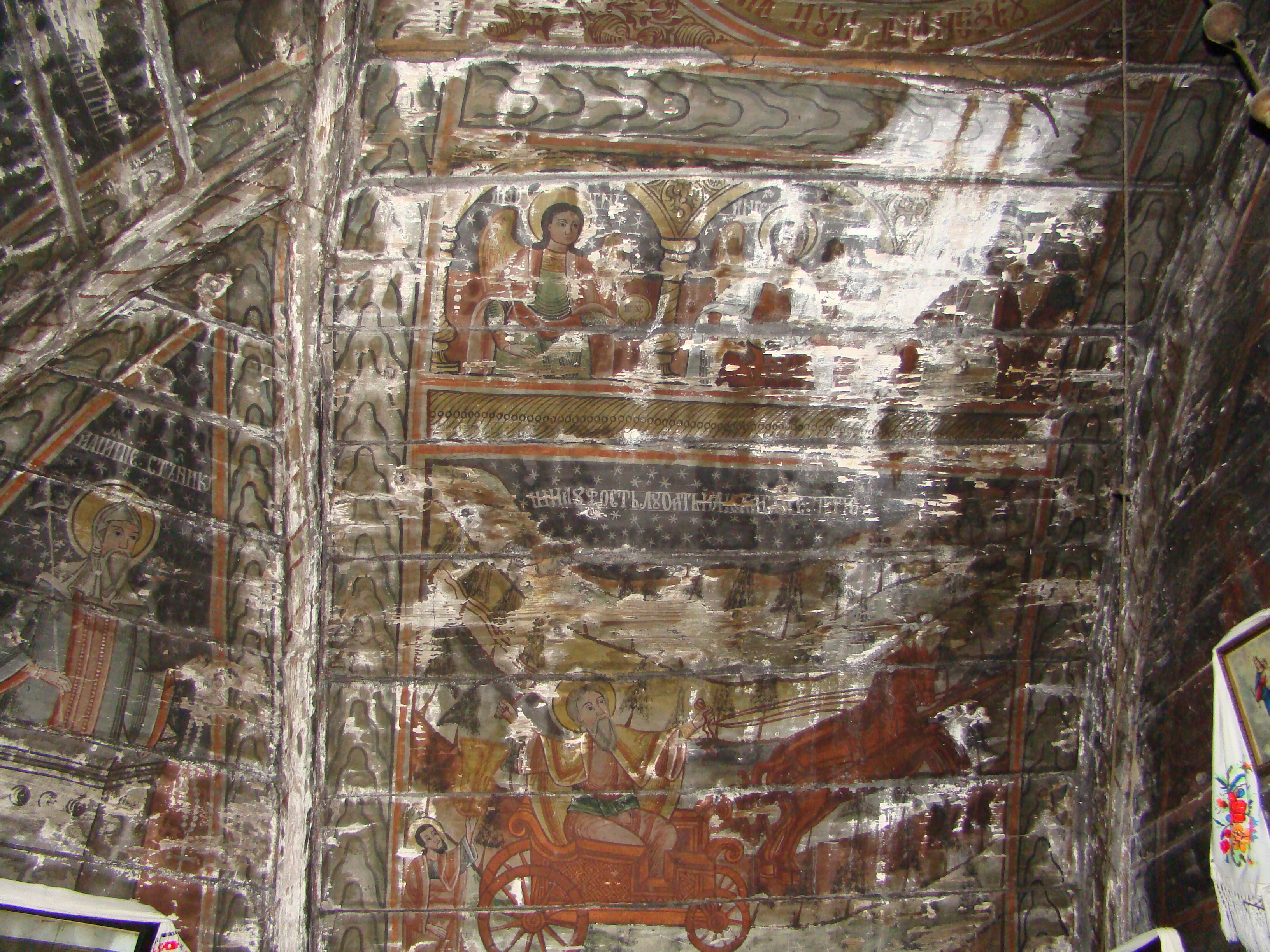
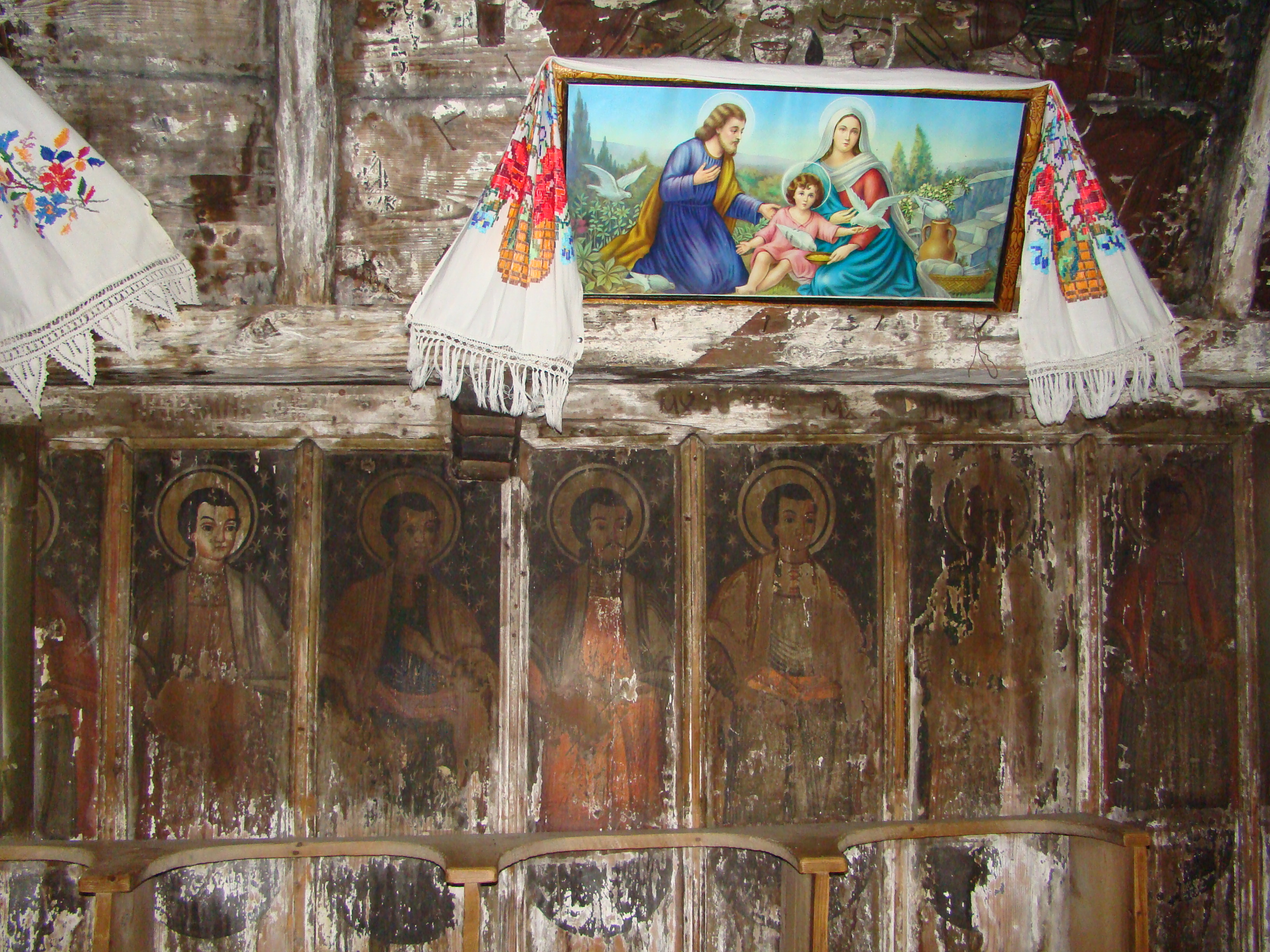
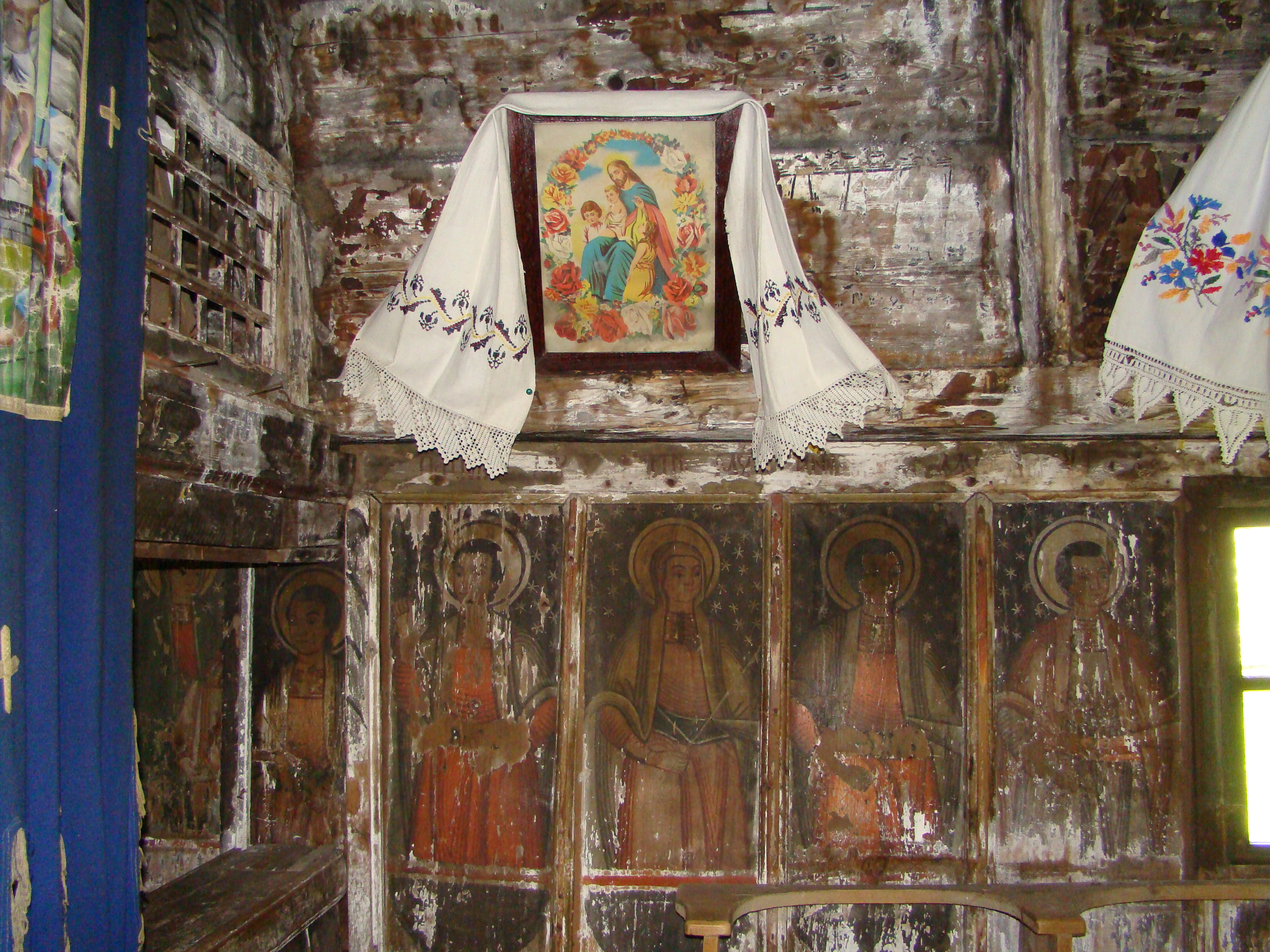
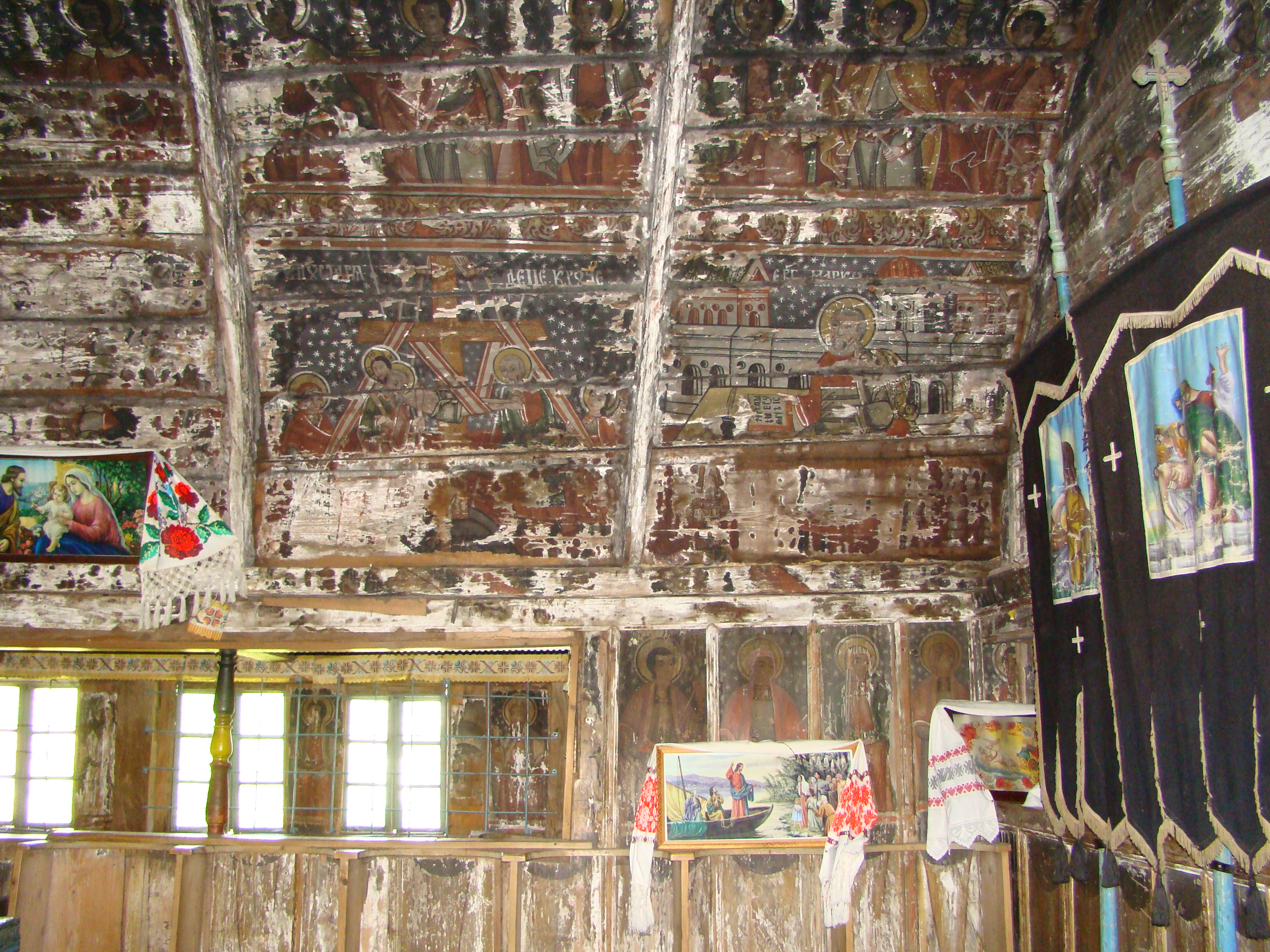
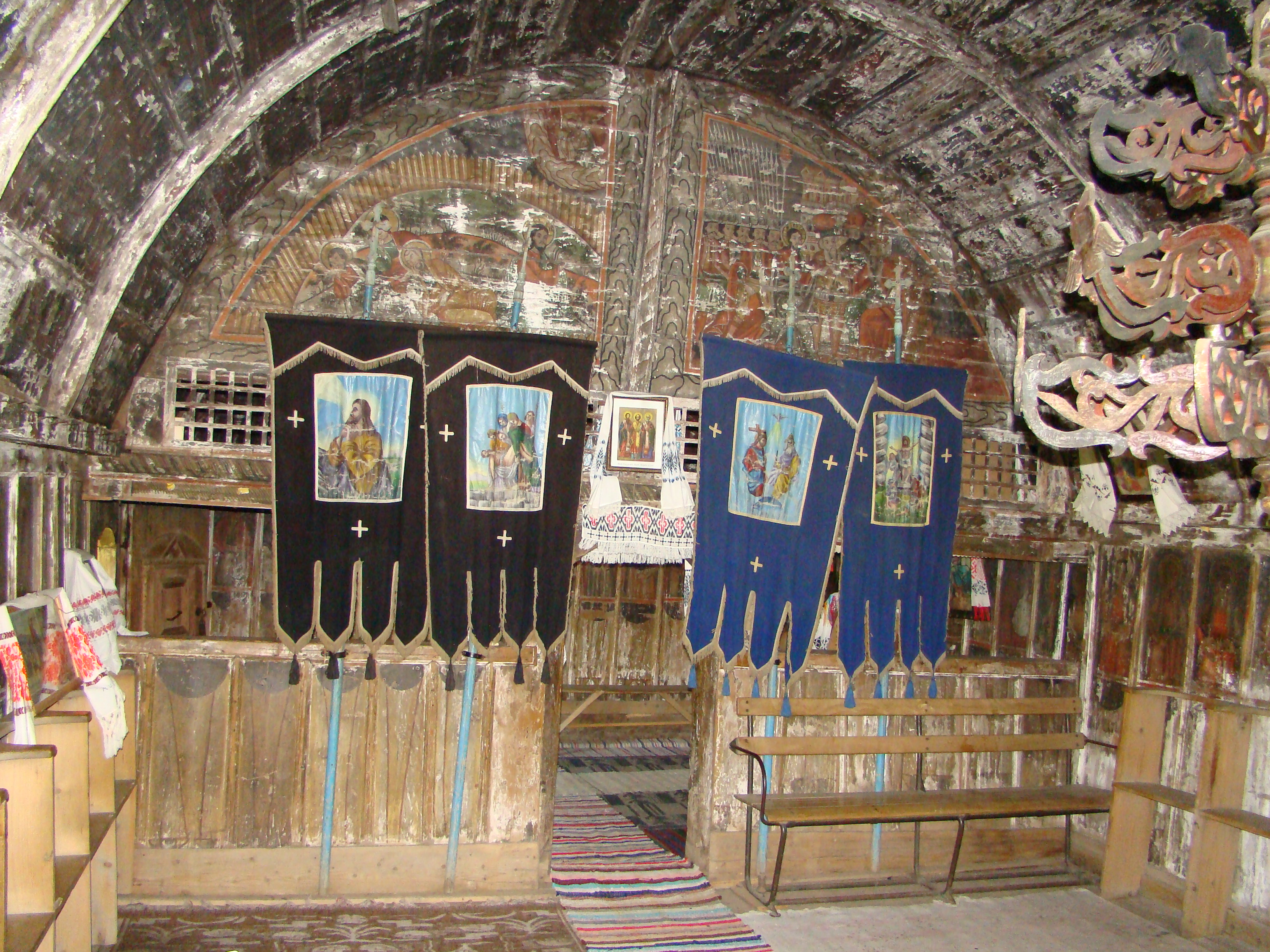
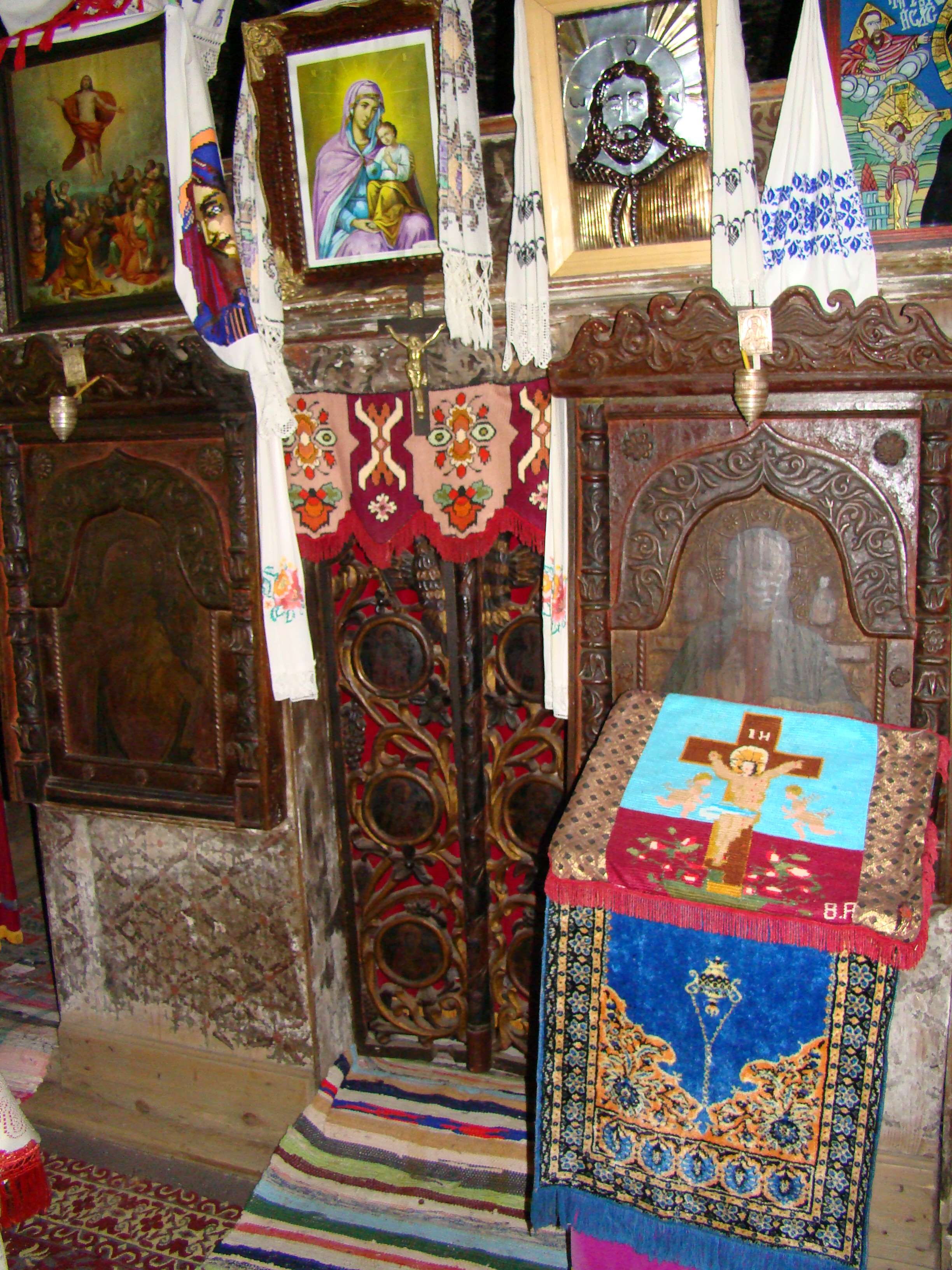
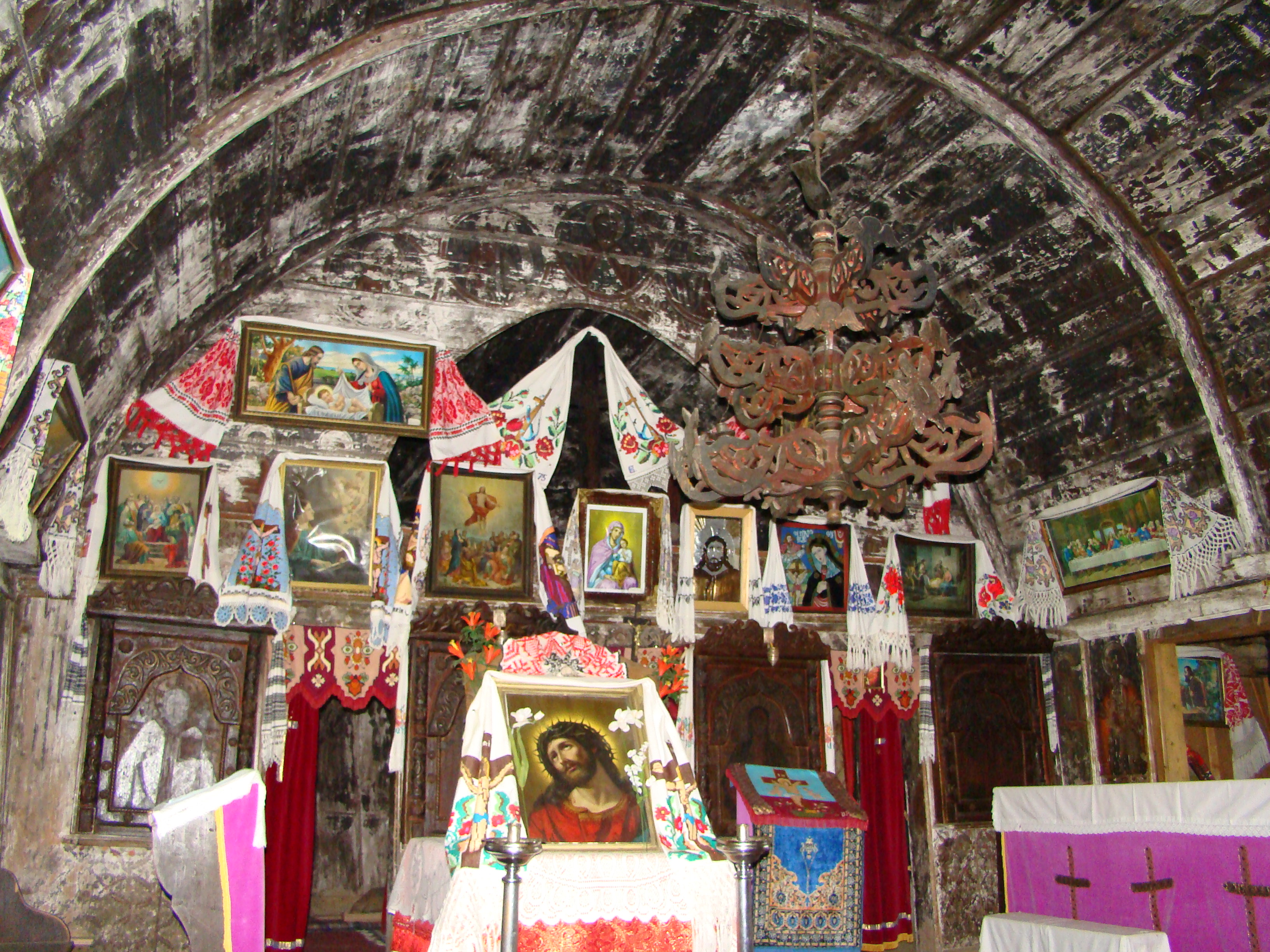
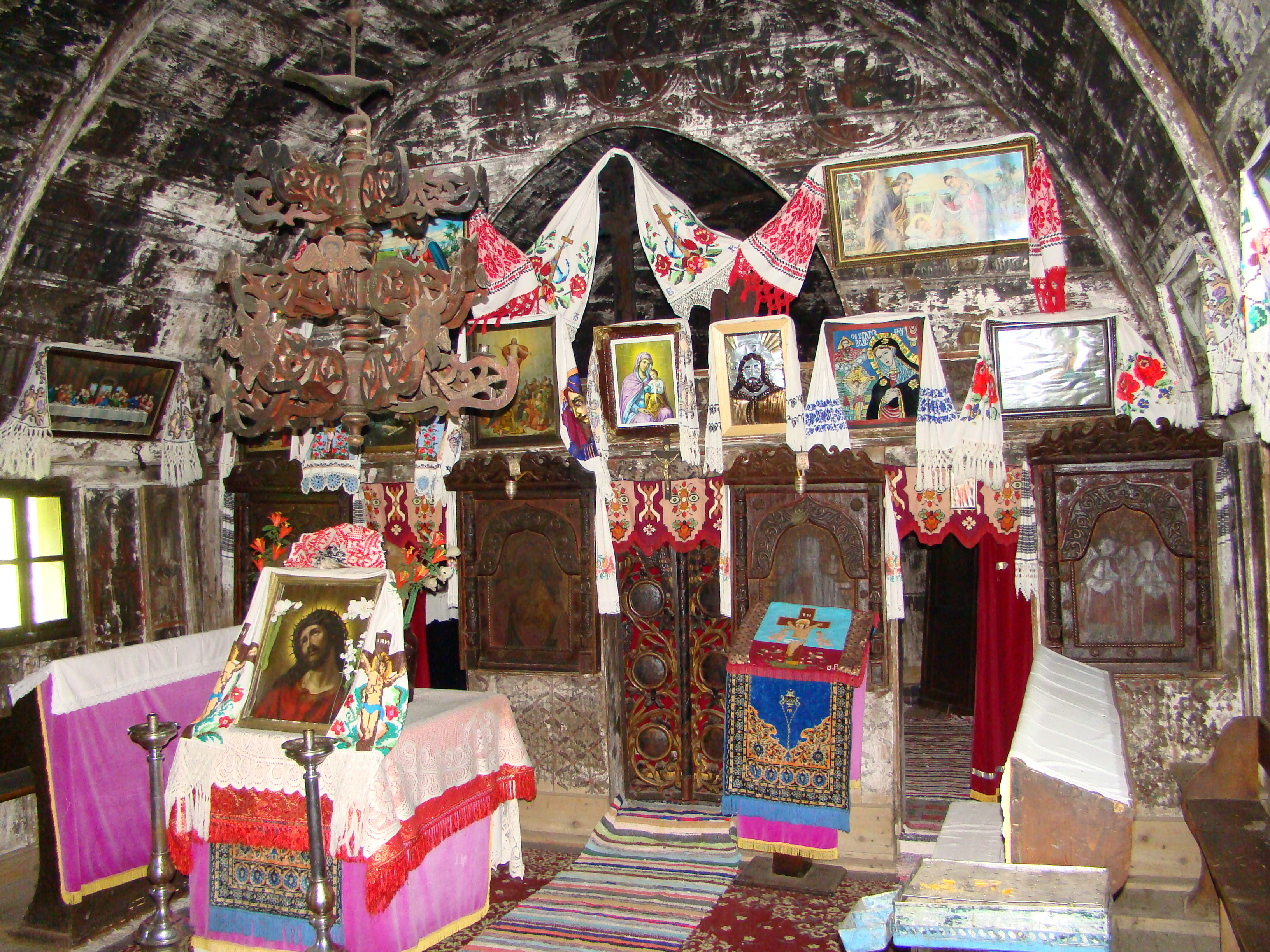
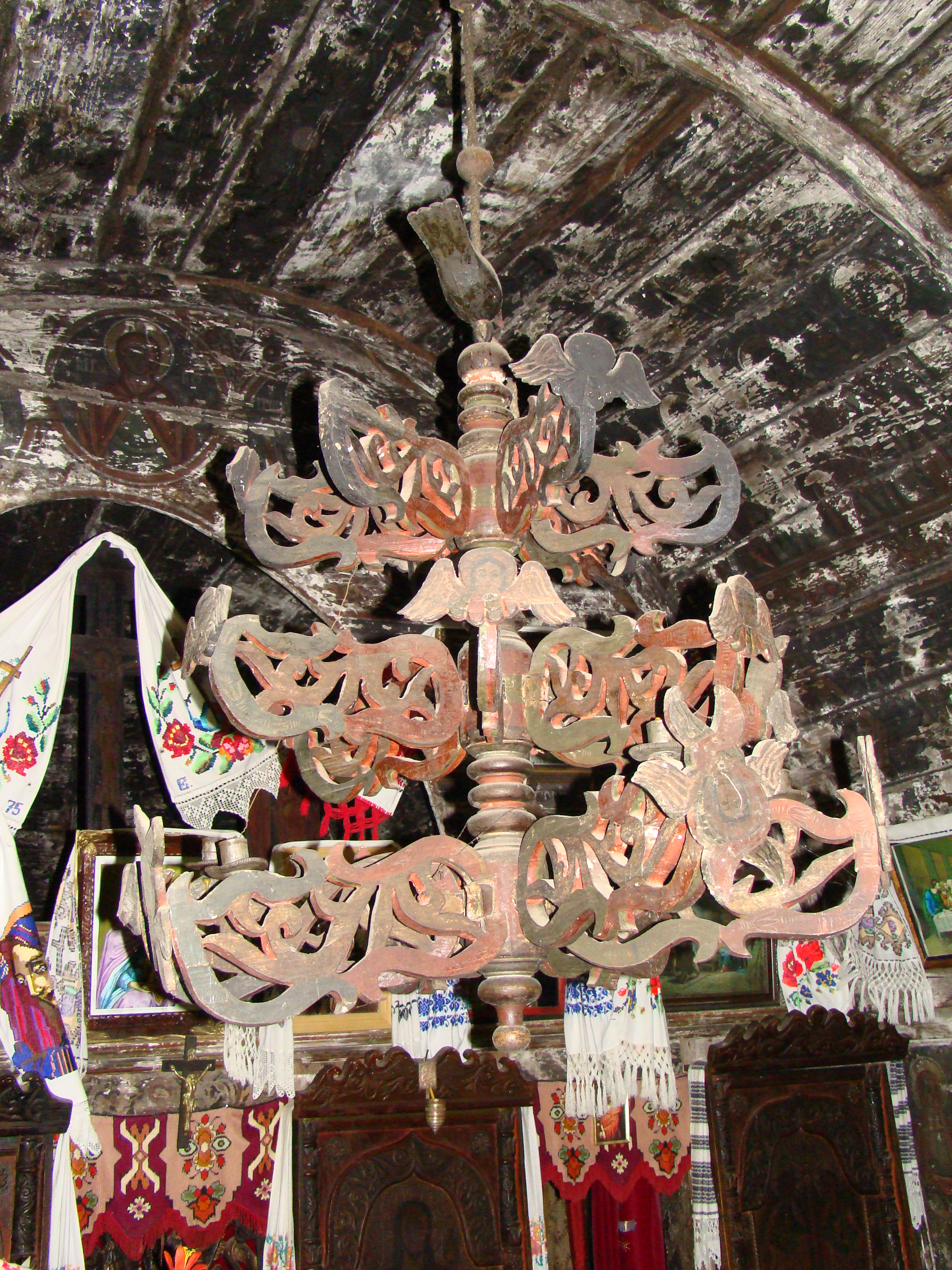
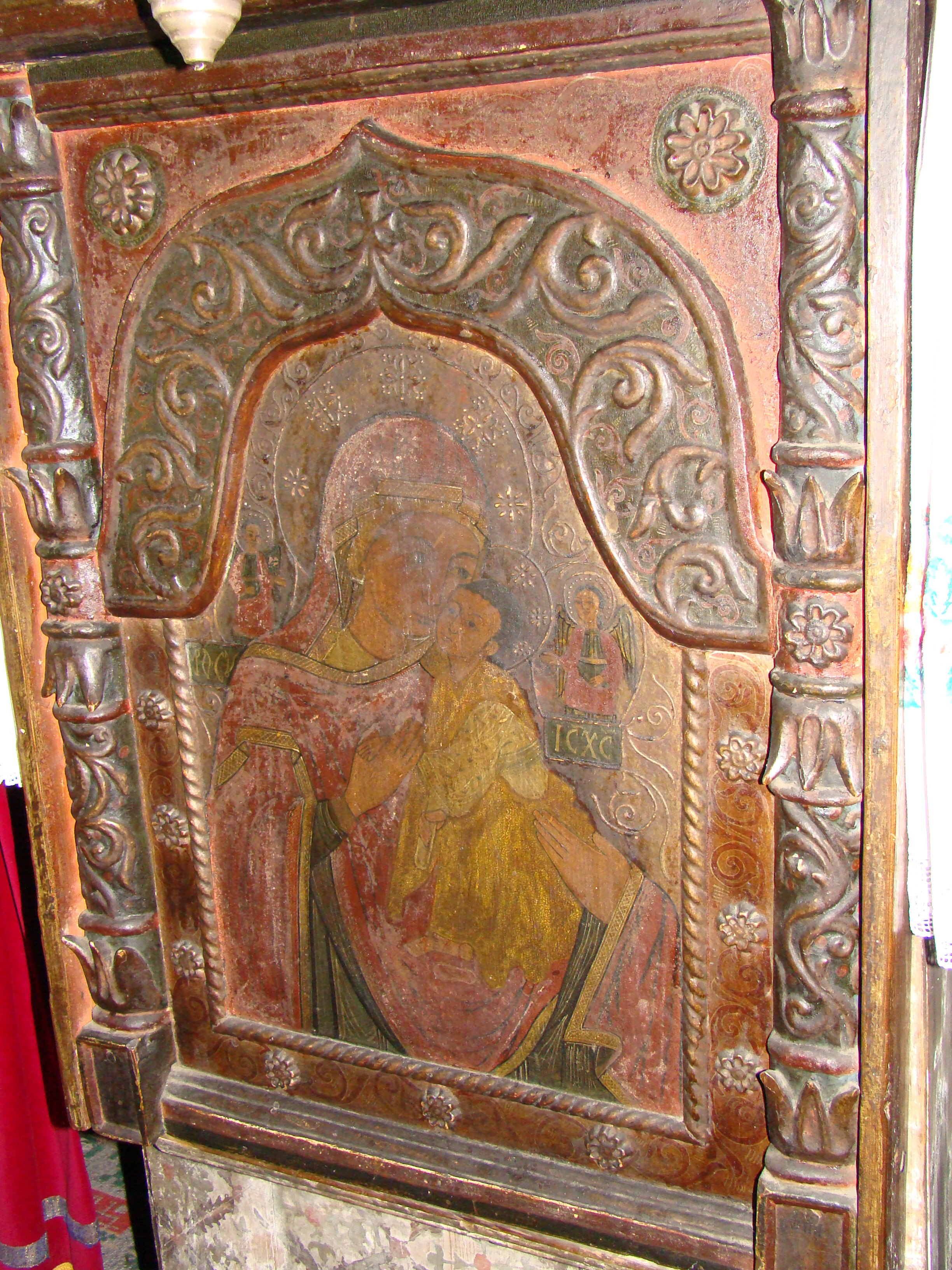
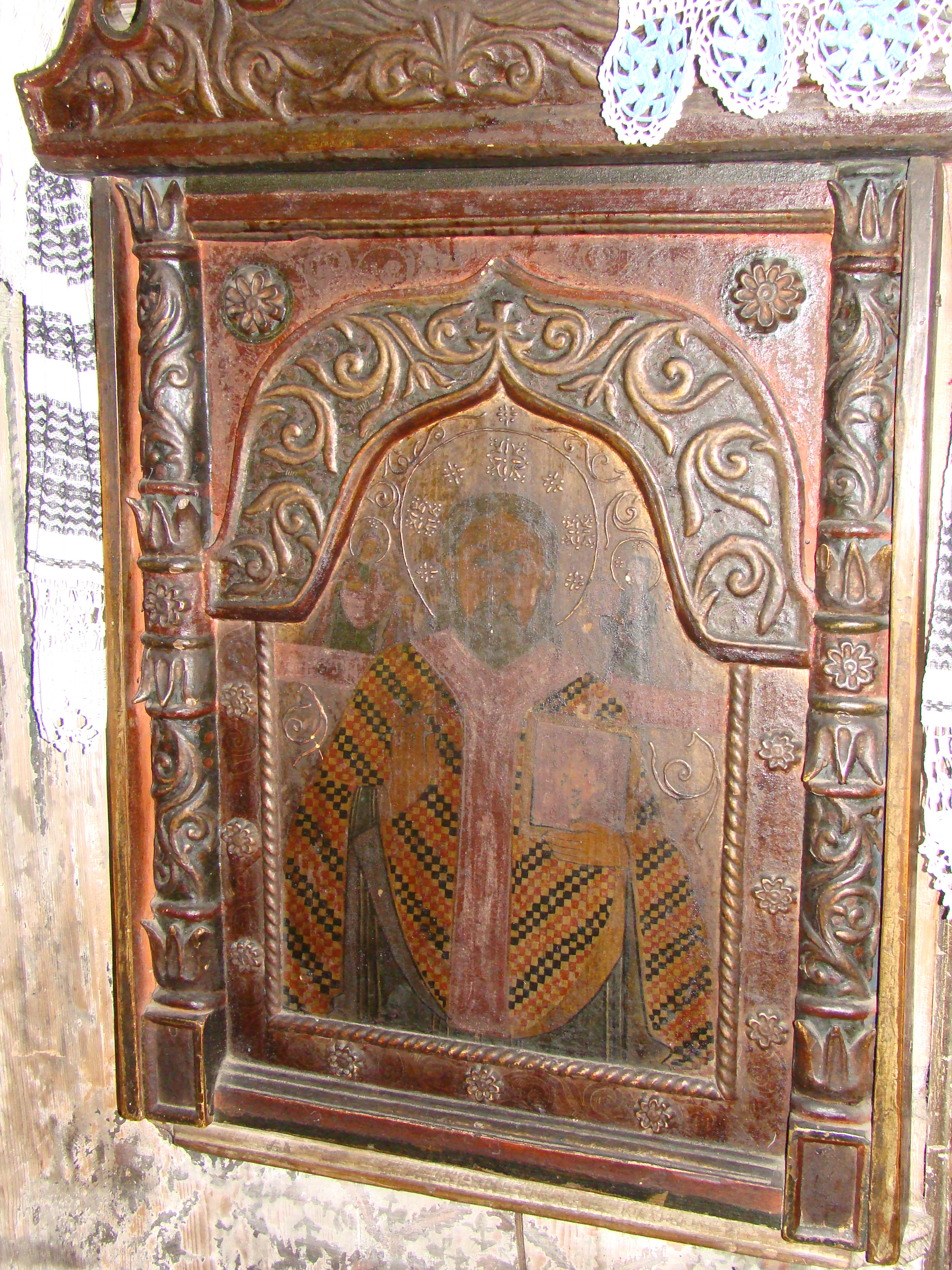
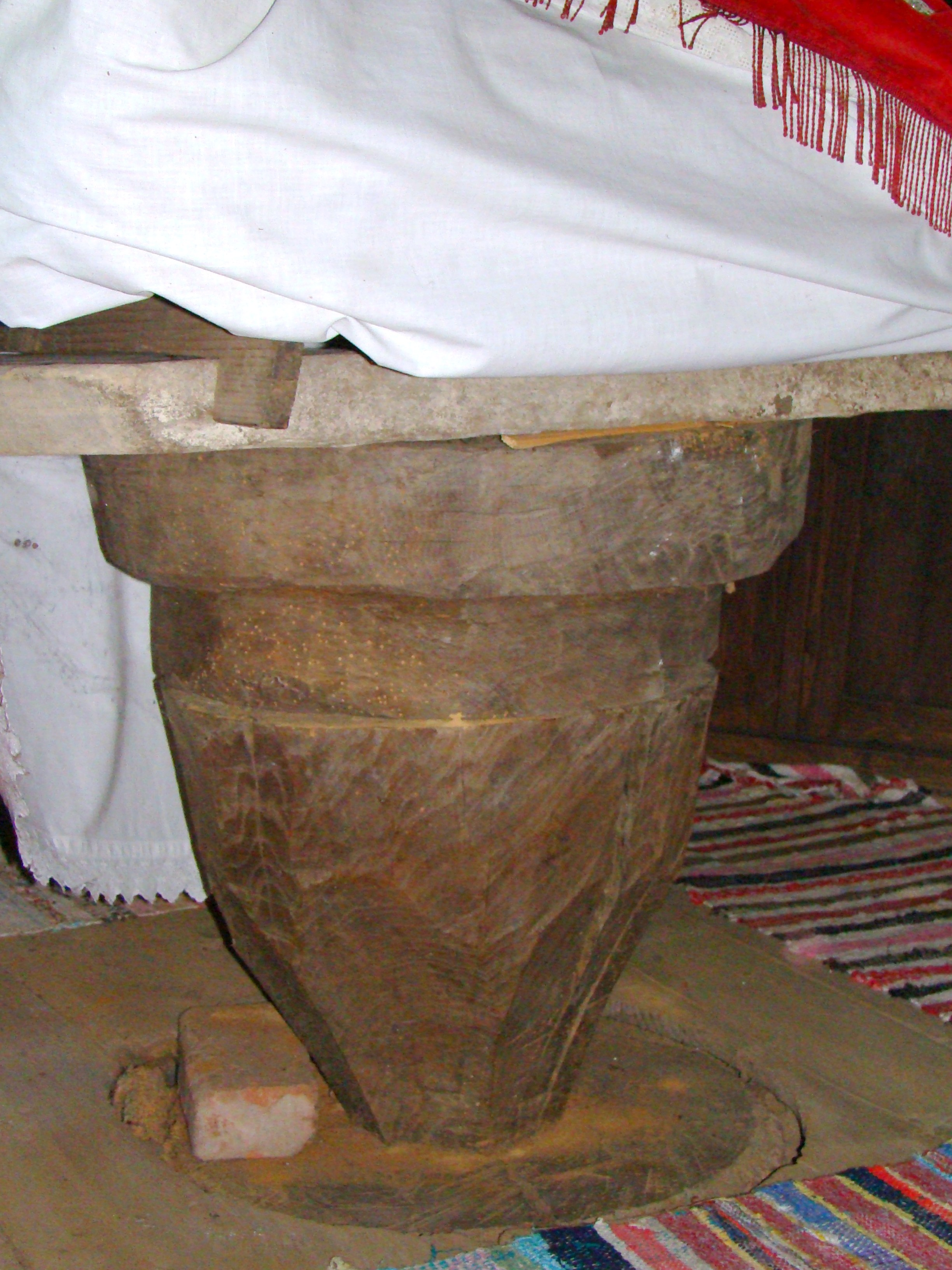